# Histoire de la corrida
La tauromachie, du grec ancien ταῦρος, taûros signifiant « taureau » et μάχη, mákhê signifiant « combat » qui implique dans certains cas la mise à mort du taureau en public comme dans la corrida, a une histoire riche en documents et traités. 
L'incertitude demeure sur ses origines. Si l'ancêtre du taureau espagnol est connu : l'aurochs, sans doute à l'origine de la race du taureau de combat, dont des traces sont visibles dans les fresques de la grotte d'Altamira, le berceau de la corrida est inconnu car ses origines restent opaques. Après avoir relié les pratiques ancestrales des jeux taurins aux rites collectifs ou initiatiques de l'antiquité, les historiens tentent désormais d'en établir les origines, sur lesquelles il n'existe aucun document avant le Moyen Âge,  ces documents étant contestés par certains historiens contemporains.
Des historiens, des chercheurs, ou des écrivains, ont appliqué à la corrida la notion de cérémonie sacrificielle des rituels antiques, ce qui a longtemps donné lieu à de multiples confusions. Les chercheurs contemporains écartent désormais unanimement cette théorie et l'existence d'un quelconque dieu taureau dans la corrida. La notion de culte sacrificiel avait été lancée par Michel Leiris,.
Des documents visuels : peintures anonymes dès le XIVe siècle, et dans les siècles suivants, des suites où les peintres décrivent toutes les phrases de la lidia : (Corrida de toros), La tauromaquia, La Tauromachie de Gustave Doré, et les peintures tauromachiques d'Édouard Manet, de Marià Fortuny, de E.L.Velázquez, de Picasso, permettent de comprendre l'évolution de la corrida.
De nombreux traités ont été rédigés par des ecclésiastiques sur la tauromachie à cheval dès les XVIe siècle et XVIIe siècle, suivis au XVIIIe siècle du célèbre traité de « Pepe Hillo » (1796) et de celui de Paquiro en 1836. L'histoire de la corrida est jalonnée de querelles d'experts, aussi bien sur la question des origines, que plus tard, sur ses héros (Rodrigo Díaz de Vivar) et sur les diverses informations venues de traités réputés indiscutables comme ceux de Pepe Hillo ou de Paquiro, qui font également objet de querelles d'experts.
Des données politiques, sans rapport direct avec la corrida, brouillent également son histoire avec des polémiques sur l'appartenance politique ou sur les motivations des toreros, des gouvernants, des citoyens ou des historiens, en France comme en Espagne.

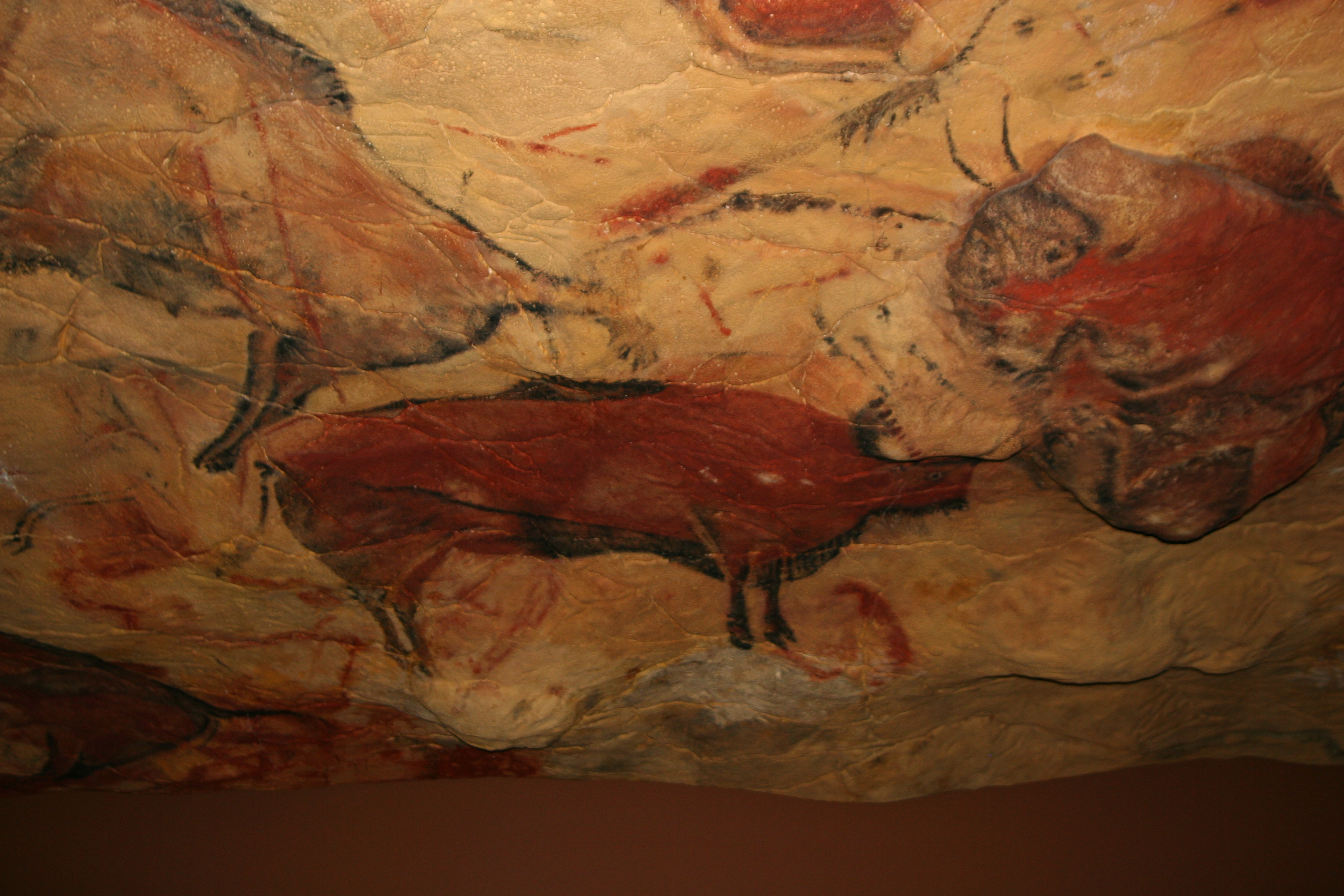
Peintures de la grotte d'Altamira : aurochs, sangliers, cervidés, bisons. Magdalénien, Paléolithique supérieur.

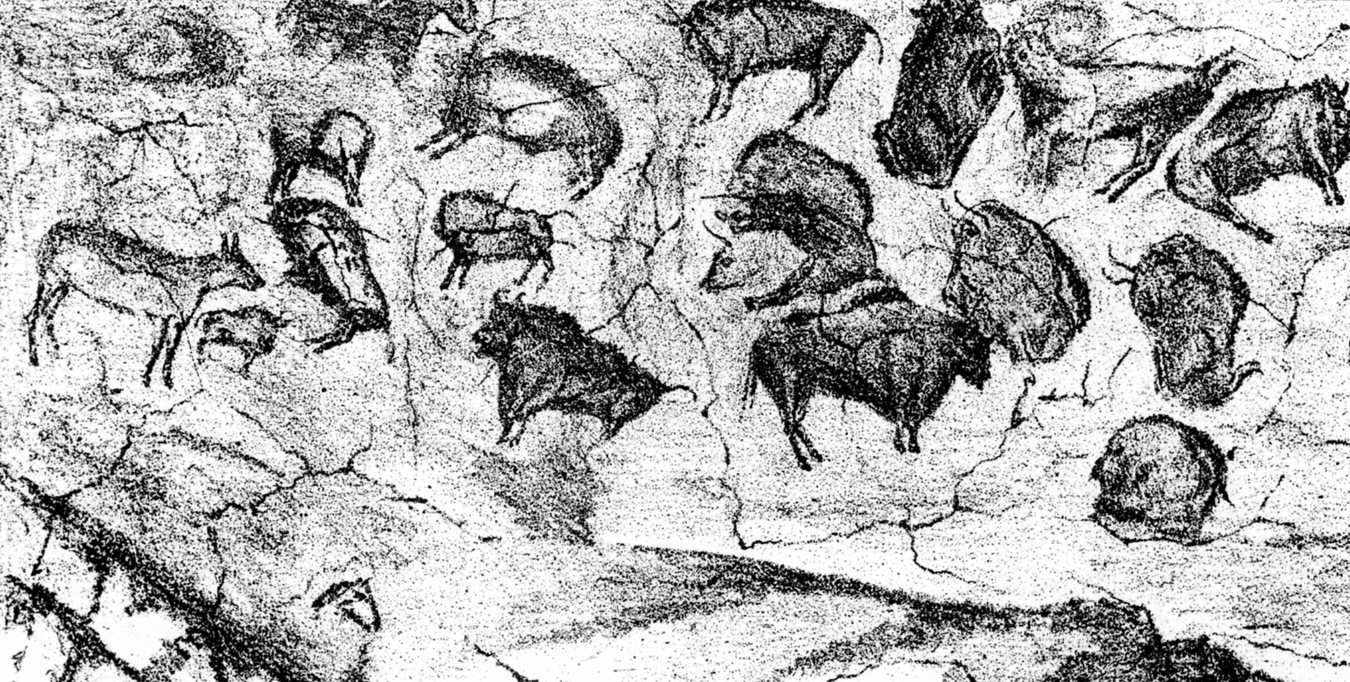
Peintures de la grotte d'Altamira.

## Origines de la corrida
Les origines de la corrida et son déroulement restent opaques. « Il faut se résigner à l'incertitude. Nous ignorons les origines exactes des jeux tauromachiques dont l'épanouissement fut réservé à l'Espagne. (…) Bien qu'on ne puisse le prouver d'aucune manière, grande est la tentation de croire que la tauromachie espagnole est née tout simplement en Espagne. La présence de nombreux aurochs y est attestée depuis des millénaires. Les peintures rupestres ont valeur de documents irréfutables (…) peintures magdalénienne de la grotte d'Altamira (…) peintures néolithiques de Albarracín ». Les fresques d'Altamira et d'Albarracín sont également citées par Robert Bérard pour souligner la complexité des liens entre culte du taureau et tauromachie, et aussi entre dieu-taureau et taureau de combat.
D'autres historiens comme Véronique Flanet et Pierre Veilletet soulignent encore la difficulté à dater précisément l'apparition de la corrida dans l'histoire : « Les premières courses de taureaux dont on ait connaissance datent des fêtes royales données par Alphonse II des Asturies en l'an 815. On n'en sait pas plus. Il faut attendre le XIIIe siècle pour en savoir davantage du combat lui-même. (…) En revanche, des légendes, des miracles, laissent penser (…) que la tradition tauromachique est déjà bien implantée dans les contrées les plus reculées de la péninsule Ibérique, tant chez la noblesse qu'auprès du peuple ».
Bien que les « jeux taurins » et le culte du taureau aient eu une grande importance dans l'antiquité dans tous les pays du bassin méditerranéen, il semble difficile de lier leur existence avec les pratiques de la corrida espagnole d'après les études de la plupart des historiens contemporains. « Le culte du taureau a existé dans les civilisations méditerranéennes et bien au delà, sous des formes particulières à chacune de ces cultures. Il y eut parfois influences dans les pratiques, mais héritage, non. (…) La corrida est d'autant plus espagnole qu'elle est l'œuvre lente d'un peuple et de ses gouvernants ».
L'origine romaine de la tauromachie est réfutée dès le XVIIIe siècle par un des premiers chroniqueurs Nicolás Fernández de Moratín dans : Lettre historique sur l'origine et les progrès des fêtes tauromachiques en Espagne écrite à la demande du prince Pignatelli (1777). Après lui, d'autres historiens réfuteront l'hypothèse de l'origine antique « Aucune trace, aucun document n'établit que l'Espagne ait hérité d'aucun peuple son spectacle national », et surtout de l'origine romaine : « l'apport des jeux romains aux courses espagnoles est vain ».

## DuXIIeauXVesiècle

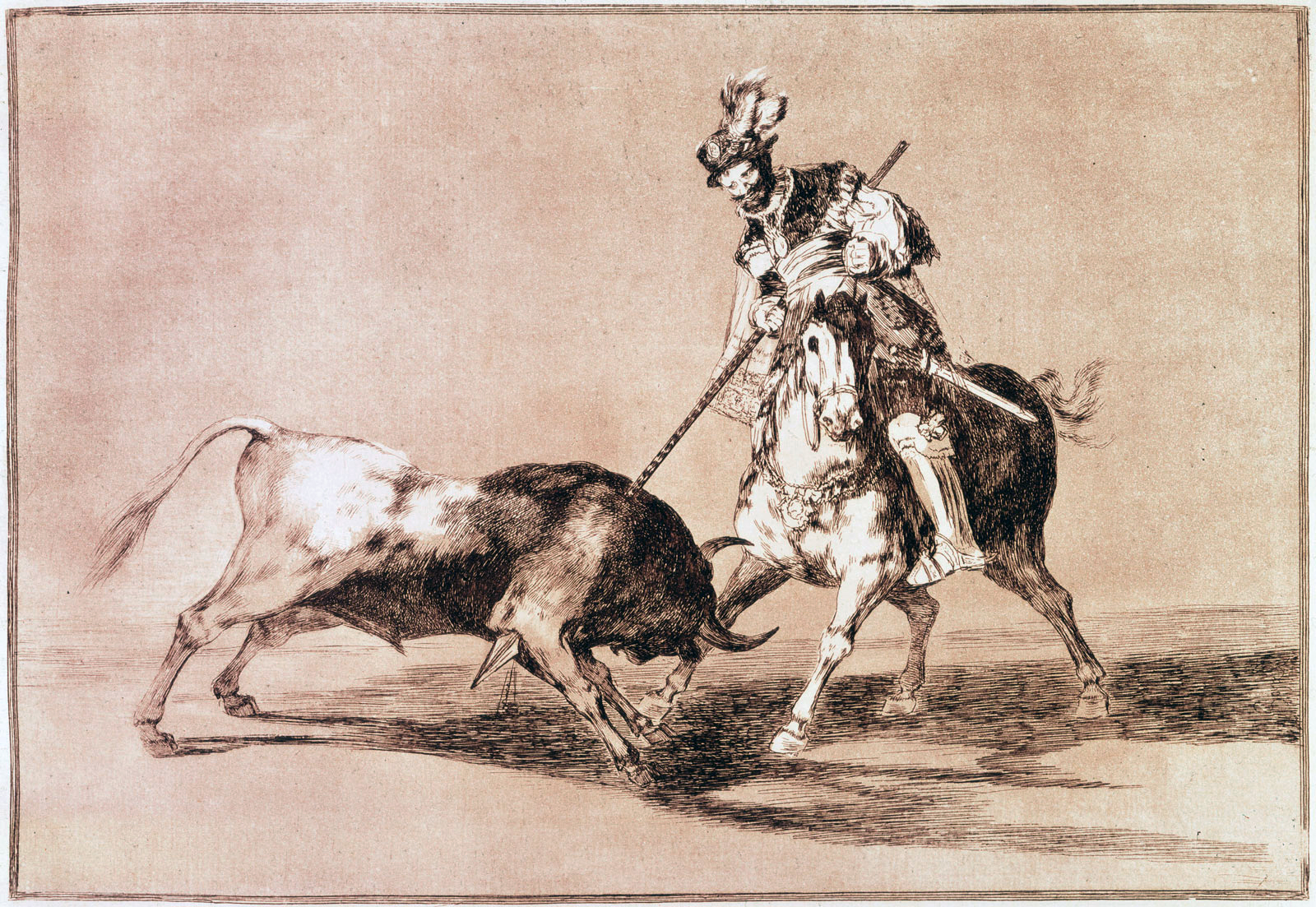
El Cid Campeador combattant un taureau à la lance, gravure no 11 de La tauromaquia de Goya.

La corrida moderne doit ses fondements aux jeux taurins organisés pour divertir la noblesse espagnole au Moyen Âge. Les nobles organisaient entre eux des chasses aux taureaux et des joutes équestres pendant lesquelles ils attaquaient le taureau à l’aide d’une lance.
Selon une chronique de 1124, « Alors que Alphonse VII se trouvait à Saldaña avec la jeune Doña Berenguela, fille du comte de Barcelone, entre autres divertissements, il y eut des fêtes de taureaux ». D'autres chroniques rappellent également que Le Cid était friand de ces jeux dont il aurait été l'inventeur.
Il existe peu de chroniques fiables sur cette période mal connue de l'histoire de la corrida. La plupart des textes sont des poèmes (quintillas), comme la Fiesta de toros en Madrid ou les Lettres historiques sur l'origine et les progrès des fêtes tauromachiques en Espagne écrites au XVIIIe siècle à la demande du prince Pignatelli par Nicolás Fernández de Moratín ou encore des récits épiques. Parmi ces documents le plus souvent cité par les historiens de la tauromachie est la Charte historique sur l'origine et les progrès de la tauromachie (ou lettre historiques), dont certains points sont présentés comme relevant de la pure légende poétique, bien qu'ils aient été repris quelques années plus tard par Paquiro dans sa Tauromaquia completa notamment l'épisode qui présente Rodrigo Díaz de Vivar comme un héros de tauromachie. D'autres historiens au contraire le citent comme document sur cette époque.

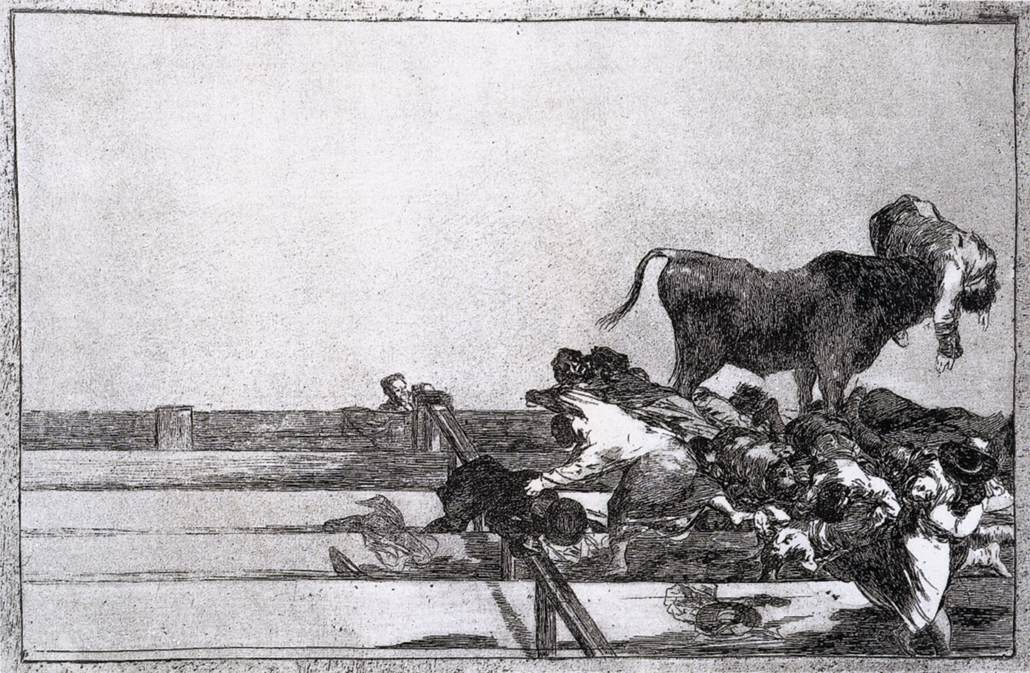
Gravure de Goya : Mort de l’alcade de Torrejón, Madrid (1815). Gravure no 21 de La tauromaquia de Goya.

La bravoure du Cid Campeador face au taureau est célébrée non seulement par Paquiro dans la Tauromaquia completa et dans son « discours historico-apologétique des fêtes taurines », mais aussi par d'autres chroniqueurs de l'époque qui s'en font l'écho et dont Paquiro affirme : « Tous conviennent que le célèbre chevalier Rodrigo Díaz de Vivar, dit Le Cid Campeador fut le premier à avoir combattu les taureaux à coup de lance du haut de son cheval ».
Mais à l'exception de Jean Testas, nombreux sont les historiens modernes qui, ne trouvant pas de preuve formelle des exploits du Cid campeador, mettent en doute les descriptions faites par Moratín, et par Paquiro. Bartolomé Bennassar affirme n'avoir trouvé aucun document chez l'historien Ramón Menéndez Pidal accréditant cette version. Refilon affirme que « l'action du Cid Campeador qui aurait combattu un toro à Madrid en 1038 est une invention de poète », Jean-Baptiste Maudet reprend l'analyse de Bennassar sur le sujet.
Toutefois Pierre Dupuy a relancé le débat en se demandant si tant de témoignages du XVIIIe siècle, et l'illustration de Goya ne relevaient que de la pure invention. Il souligne qu'on ne peut rien affirmer de manière péremptoire en l'absence de documents contestant les faits.
Au XIIe siècle, le succès d'une fête royale reposait essentiellement sur un personnage inconnu dans les provinces du sud de la péninsule : le mata-toros. Cet homme était généralement originaire des Pyrénées, de Navarre ou de Biscaye, il était choisi avec soin par les souverains, bien payé, et il tuait vraisemblablement l'animal d'un jet de javelot, ce qui impliquait une grande robustesse de sa part.
Plus tard, Charles Quint sera grand amateur de ce spectacle lorsqu'il se présente sous forme de joutes équestres, c'est-à-dire des « jeux de toros » avec une codification précise dont l'habileté des cavaliers sera consignée dans de nombreux traités dès le XVIe siècle par des ecclésiastiques.

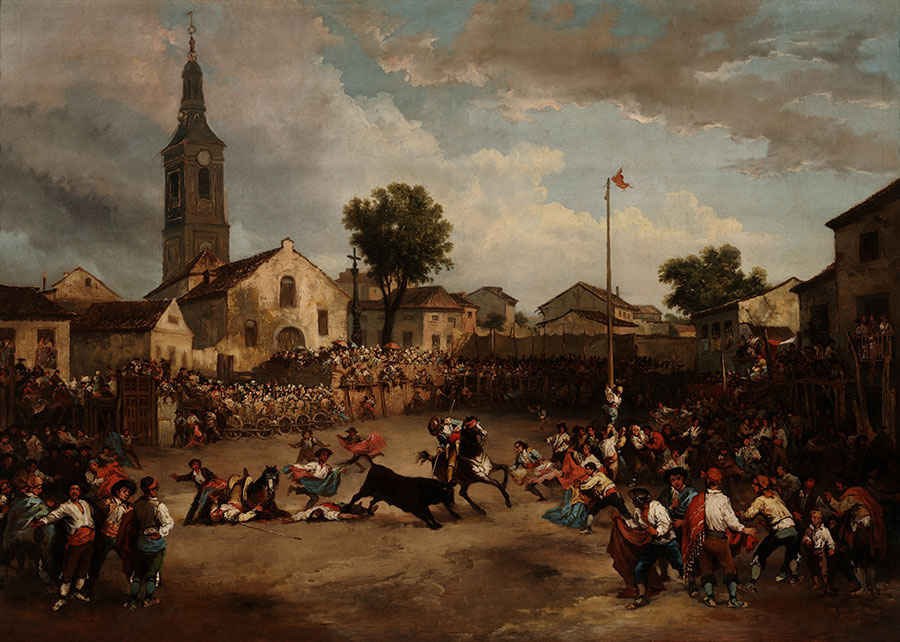
Corrida-Capea de village par Eugenio Lucas Velázquez, 1860.

On suppose que les Maures furent les premiers à utiliser des capes pour détourner le taureau, durant les attaques à la lance. Les Espagnols leur attribuent d'ailleurs une grande partie des origines de la corrida et reconnaissent leur avoir beaucoup emprunté.
À côté des spectacles « nobles » des cavaliers, les divertissements populaires les plus courants en tauromachie étaient les « capeas », fort dangereuses, nées spontanément des deux côtés des Pyrénées. Elles étaient l'ancêtre du "toreo à pied". Elle se déroulaient sur les places de villages, où les arènes, délimitées par des barrières en bois, étaient censées protéger le public. Les taureaux de combat que de petits éleveurs y produisaient étaient sans caste et avaient parfois déjà été toréés, ce qui les rendait encore plus dangereux. On toréait parfois plusieurs bêtes en même temps. Il y avait de nombreux morts.
Ces spectacles se déroulaient sur des places publiques afin de célébrer une victoire, ou pour des fêtes patronales. Elles n’étaient pas sans danger pour les spectateurs : Goya a représenté un accident survenu au cours d’une de ces fêtes, ayant entraîné la mort de l’alcade de Torrejón, gravure no 21 de La Tauromaquia intitulée « Accidents survenus dans les gradins des arènes de Madrid et mort de l'alcade Torrejón ».
La première à s'alarmer du danger que couraient les hommes dans de pareils jeux, aussi bien à cheval qu'à pied, fut dès le XVe siècle, la reine Isabelle la Catholique qui interdit les capeas de village ainsi que tout autre forme de course dans le but de protéger les êtres humains souvent tués ou blessés. Puis la reine les autorisa à nouveau lorsque les cornes des taureaux furent emboulées. Mais la plupart des rois catholiques se révélèrent impuissants à interdire ces jeux. L'interdiction fut assez rapidement contournée pendant des siècles et jusqu'en 1908 où on promulgua en Espagne une nouvelle loi d'interdiction des capeas, interdiction non suivie d'effet qui fut renouvelée par une loi en 1931, puis par le règlement officiel espagnol en 1962. Il faut attendre les années 1970 pour que cette interdiction des capeas prenne effet.

## XVIeetXVIIesiècles
Les cavaliers pratiquent un combat à l’aide de lances, (ancêtre de la corrida de rejón et de la corrida portugaise), et dès le début du XVIe siècle, la tauromachie à cheval de la noblesse commence à se codifier. Les traités de tauromachie équestre abondent à partir du XVIe siècle: Libro de la montería de Gonzalo Ángel de Molina (1582), Libro de la gineta de España de Pedro Fernández de Andrade (1599), Libro de ejercicios de la gineta de Bernardo de Vargas Machuca (1600). Au XVIIe siècle ces jeux réservés à la noblesse connaissent un grand essor, et les publications de traités continuent avec notamment (en 1643), la publication du Traité d’équitation et diverses règles pour toréer(Ejercicios de la Gineta) d'un ecclésiastique Don Gregorio de Tapia y Salcedo.

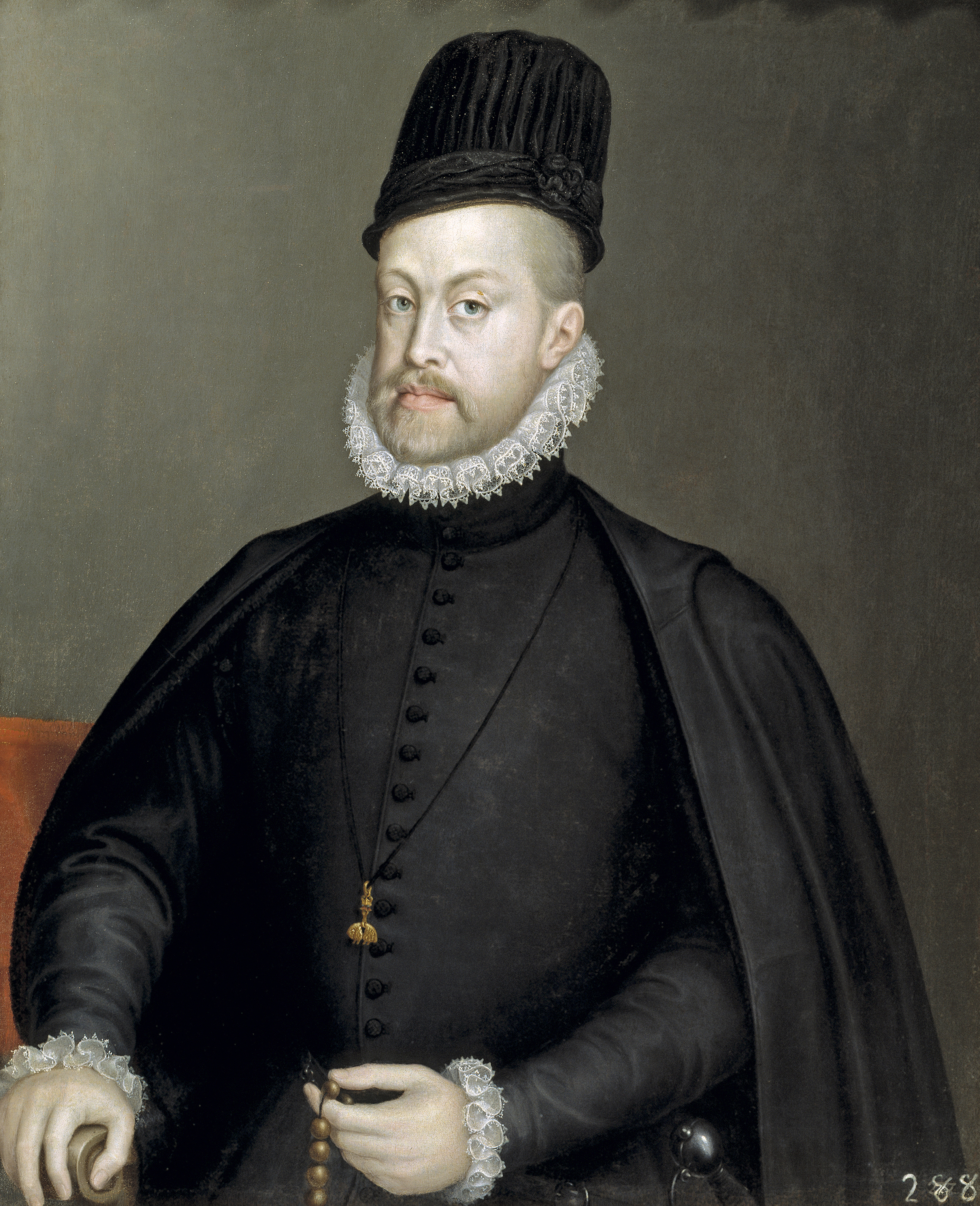
Philippe II d'Espagne par Sofonisba Anguissola.

Dans le même temps la pratique du « toreo » à pied devient spectacle autonome selon les archives municipales de Séville. « Les premiers et les plus anciens toreros à pied dont on ait des données documentaires proviennent dans leur immense majorité de l'abattoir sévillan. Ce sont les travailleurs du macelo (boucher) ». C'est ainsi que naît la tauromachie à pied, ses techniques et ses figures. Au XVIe siècle on « courait » déjà le taureau dans les abattoirs et le public pouvait assister à ces manifestations au grand dam des autorités qui tenaient à interdire ces jeux taurins quotidiens. Le 17 mai 1546 un rapport est présenté aux édiles : « Sache votre seigneurie qu'on court chaque jour des taureaux, à portes fermées, et à pied, de telle sorte qu'il en résulte un grand dommage pour les toitures et les bâtiments dudit abattoir ». Les dommages causés aux bâtiments viennent des jeunes gens qui escaladent les murs, se juchent sur les toits pour suivre les combats des hommes et des taureaux. Ce n'est que le 12 février 1582 qu'on s'interroge sur les effets de ces courses aux abattoirs sur la santé des hommes et que les édiles sont informés du « grave risque pour la santé publique (que représente cette pratique) en une année d'épidémie ».
Il faut donc interdire cette pratique, mais aussi, celle d'égale dangerosité qu'est la corrida à cheval. Le Pape Pie V s'en était déjà chargé rédigeant une bulle en 1566, De salute gregis. Mais le pontife n'a pu la publier parce qu'elle aurait fait scandale, le roi d'Espagne Philippe II, ayant envoyé un ambassadeur au Vatican pour négocier. Le roi faisait valoir que menacer d'excommunication les fidèles qui se rendraient aux corridas revenait à excommunier presque toute la nation espagnole. D'autres papes se chargeront de modifier le texte de Pie V. Grégoire XIII en supprime une partie, Sixte V rajoute des interdits, et Clément VIII modifie le texte en 1596, en sorte qu'il n'interdit plus grand chose.
En France, le parlement de Bordeaux, suivant les recommandations pontificales, interdit la corrida dès 1616. Mais la population locale résiste de la même manière que les Espagnols, et il faut recourir à un décret de Louis XIII en 1620. Mais comme la population est toujours aussi tenace dans les régions tauromachiques, l'évêque de l'Aire, Gilles de Boutault, promulgue une ordonnance épiscopale interdisant la corrida. Ordonnance toujours pas respectée, que l'évêque relance en 1647, sollicitant l'appui de Louis XIV qui le lui accorde. Toutefois, les habitants n'en poursuivent pas moins leurs courses de taureaux, mais plus discrètement pour ne pas attirer l'attention du clergé.

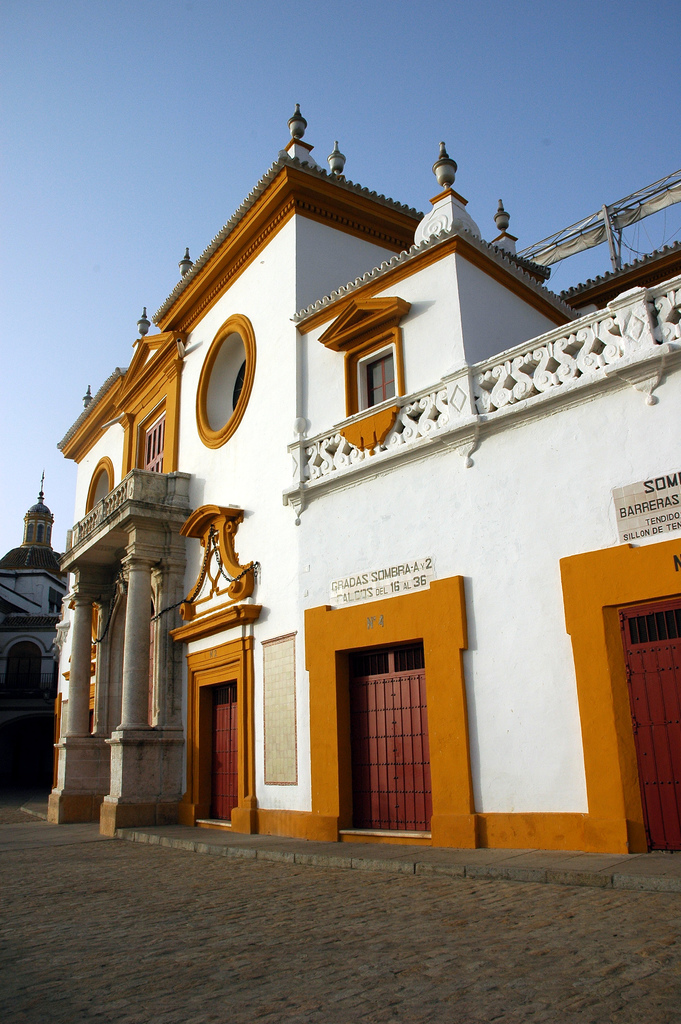
Porte des arènes de la Real Maestranza de Caballería de Séville érigées à partir de la Hermanandad de Maestranza de Caballería.

Le peuple de matadors à pied, ceux qui courent les taureaux dans les abattoirs ou qui pratiquent les « capeas », va bientôt intéresser la noblesse à cheval. Elle commence à utiliser ses valets pour distraire le taureau lorsque les cavaliers changent de cheval (fatigué ou blessé), ou pour les secourir en cas de chute. « l'évolution provoqua aussi la multiplication de peóns, vêtus de livrées très étudiées lorsqu'ils étaient au service des grands seigneurs, et l'on assista à l'avènement d'une sorte de parade ostentatoire ». Selon Jacques Carel de Sainte-Garde, il y aurait eu une corrida royale en 1665 à Madrid où certains seigneurs seraient apparus "en plaza" avec une suite de cent laquais chacun.
Mais ce sont les acteurs de combats athlétiques avec le taureau qui se pratiquent dans le Nord de l'Espagne, et de l'autre côté des Pyrénées, qui vont bientôt jouer un rôle important. Le Varilarguero fait son apparition.
Dès lors, la course de taureaux, d’aristocratique qu’elle est, devient aussi populaire. Le principal acteur reste encore le cavalier, mais c’est désormais un varilarguero (« porteur de longue lance », par opposition aux nobles dont la lance était en fait une sorte de javelot). Au lieu de poursuivre le taureau, ou de se faire poursuivre par celui-ci, il l’attend de pied ferme pour l’arrêter avec sa lance, comme le font les picadors actuels. Après le varilarguero, les piétons se livrent aux mêmes jeux que du temps de la « corrida aristocratique ». Ce qui n'empêche pas la noblesse « de se regrouper autour de la confrérie de San Hermenegildo, en 1670, et de créer à Séville : la Hermanandad de Maestranza de Caballería, une école équestre où l'on s'entraîne à l'art du combat guerrier, mais aussi à l'art de la course de taureau ».
Lors de l’apparition du varilarguero, ancêtre du picador actuel, ces « piétons » auront également pour rôle d’éloigner le taureau du cheval et se serviront pour ce faire de capes ou de manteaux, ancêtres du capote.
À cette période commence l'âge d'or de la corrida à cheval qui déclinera, au début du XVIIIe siècle, non à cause d'une interdiction, mais parce que le roi d'Espagne Philippe V (un Bourbon venu de France), ne marque aucun goût pour la tauromachie ; aussi, pour ne pas lui déplaire, la noblesse délaisse la corrida de rejón. Seules exceptions : les maîtrises royales de cavalerie de Séville (Real Maestranza de Caballería) et de Ronda, qui obtiennent le droit d'organiser des corridas à but caritatif pour l'entretien des hôpitaux,.

## XVIIIesiècle

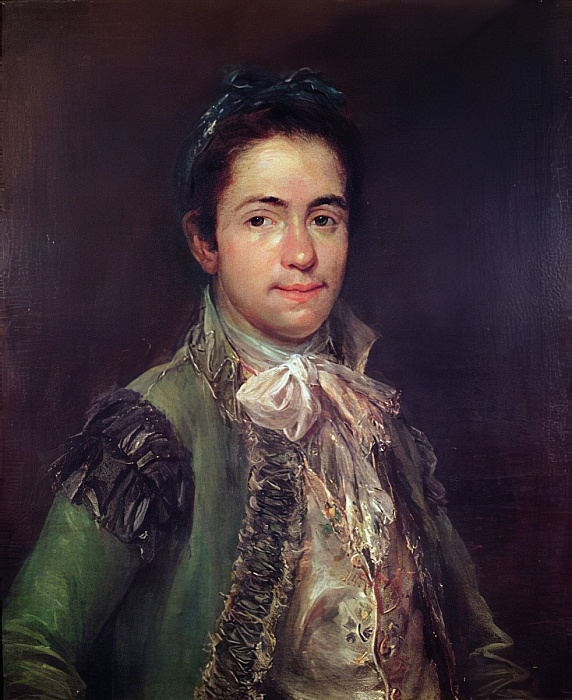
Costillares (1743-1800).

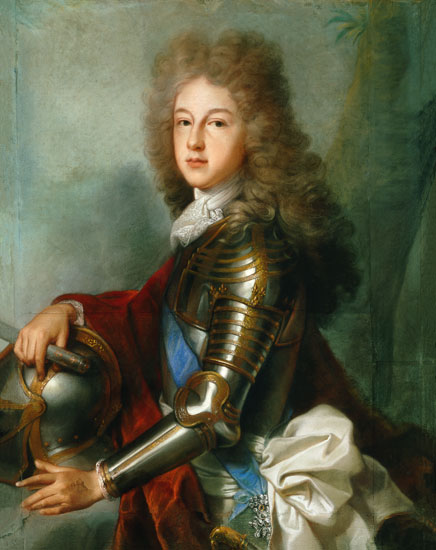
Le roi d'Espagne Philippe V.

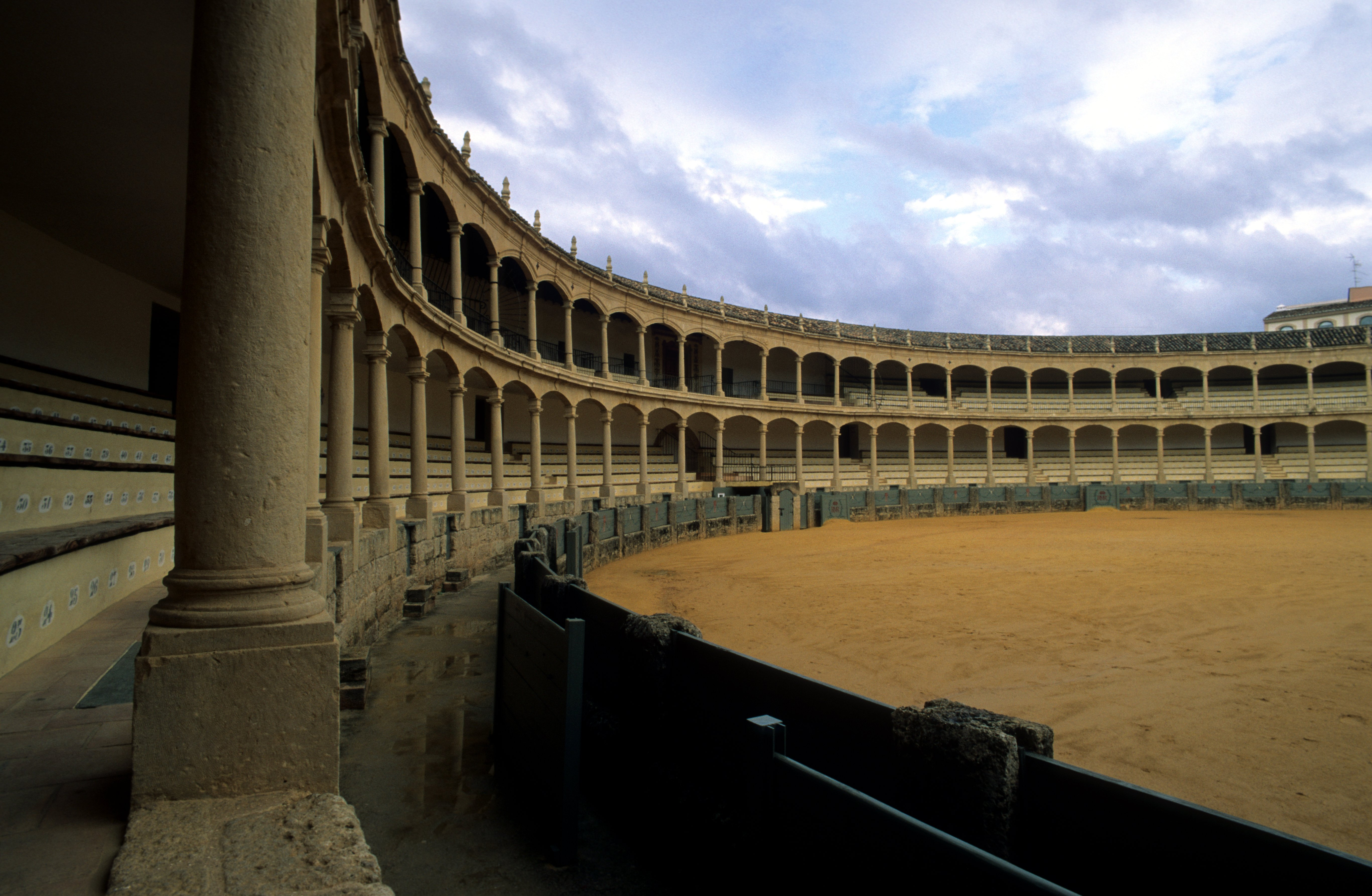
Arènes de Ronda.

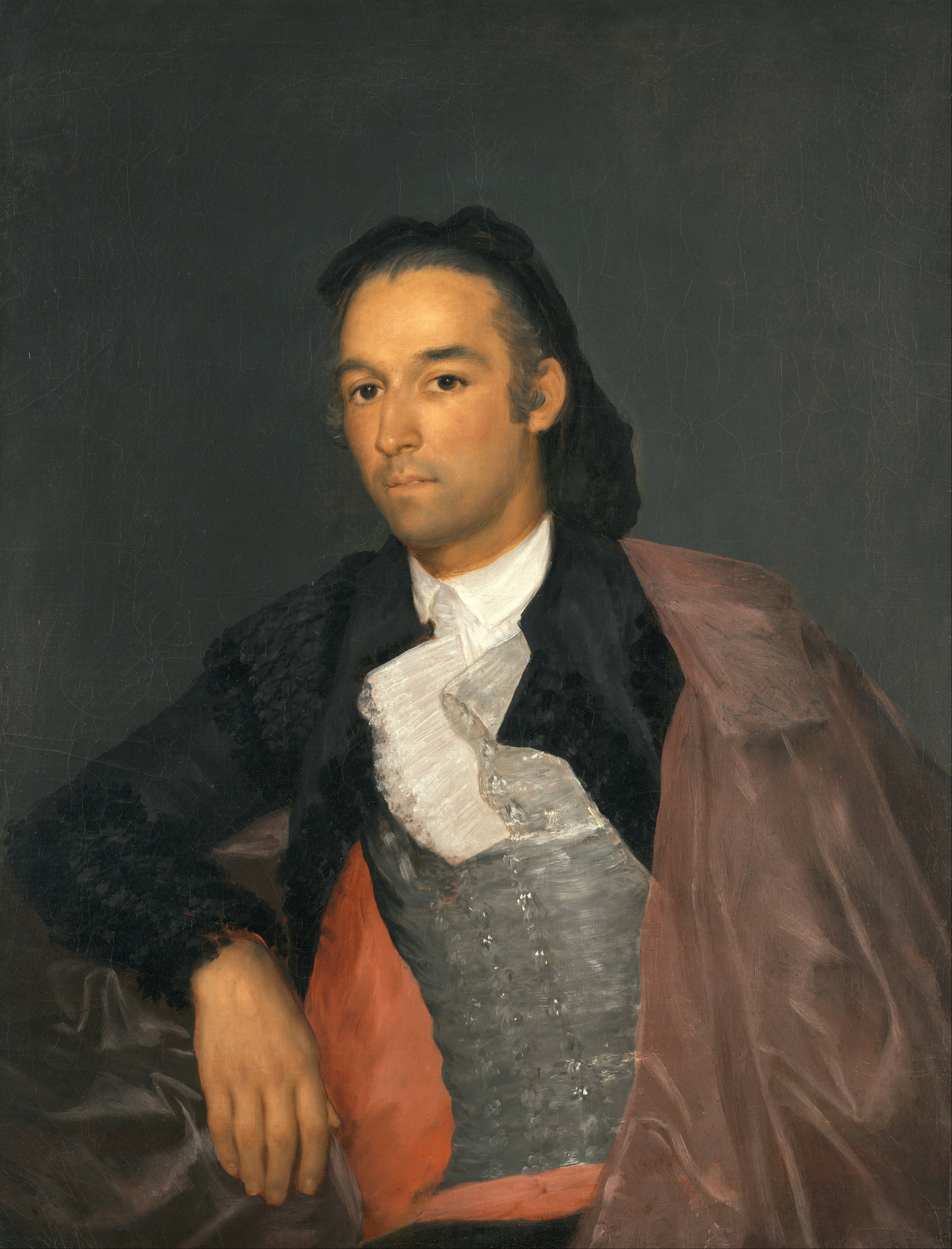
Pedro Romero (1754-1839) par Goya.

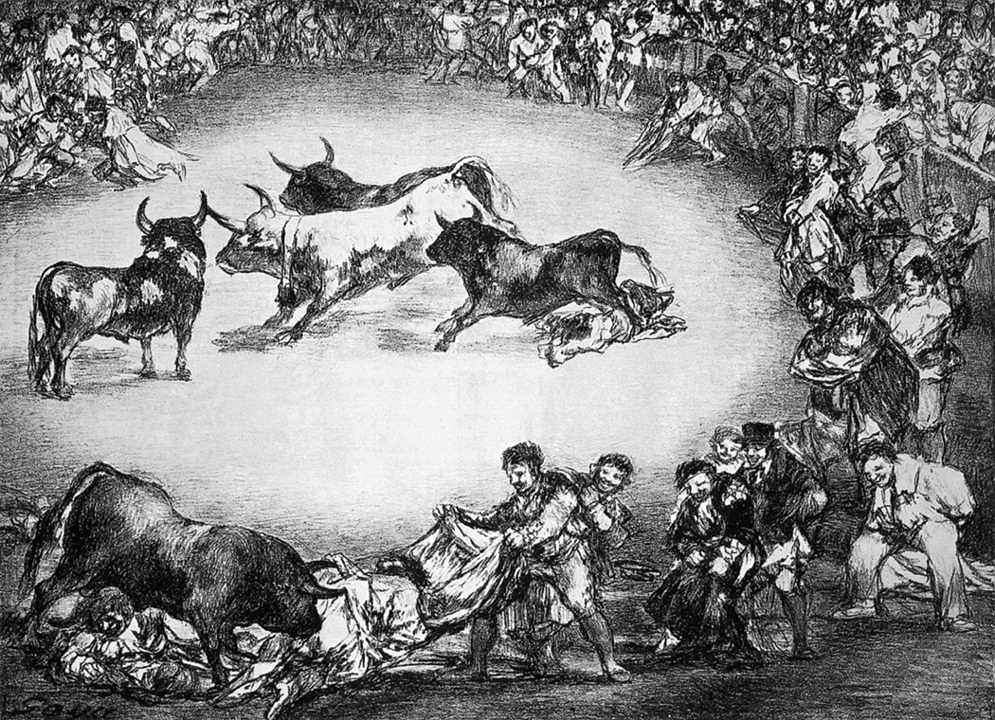
planche des Taureaux de Bordeaux par Goya 1824-1825.

En 1700, Philippe V, petit-fils du roi de France Louis XIV, monte sur le trône d’Espagne. Son peu de goût pour la course de taureaux accélère la désaffection de la noblesse pour ces divertissements. L'activité taurine diminue considérablement jusqu'en 1725, non seulement à cause du roi, mais à cause de la guerre de Succession d'Espagne
Si la noblesse abandonne l’arène en Espagne, au Portugal, il n’en est pas de même : la course « aristocratique » continue d’exister. Toutefois, après la mort du comte d’Arcos en 1762, lors d'une course de taureaux, la mise à mort du taureau cesse d’être pratiquée. Cette forme de tauromachie existe encore de nos jours. Elle porte le nom de corrida portugaise. C'est à cette époque-là que la tauromachie portugaise prend ses distances avec la tauromachie espagnole.
Dans les premières années du XVIIIe siècle, le 15 août 1752 à Ronda, Francisco Romero, à la fin d’une course, demande l’autorisation de tuer lui-même le taureau. Après l’avoir fait charger deux ou trois fois un leurre fait de toile, Francisco Romero estoque le taureau à l’aide de son épée a recibir. Par la suite, il recommence dans d’autres arènes et devient un véritable professionnel. Francisco Romero est généralement considéré comme « l’inventeur » de la corrida moderne.
En fait, il semble que cette mise à mort du taureau par estocade ait été pratiquée bien avant lui, notamment par des employés des abattoirs sévillans, qui auraient transformé leur métier de tueurs de taureaux en le mettant en scène pour un public toujours plus nombreux. En tous cas, si Francisco Romero n’est pas « l’inventeur » de la corrida moderne, il est un des premiers matadors à avoir perfectionné cet art. À ce propos, les dates de l'exploit de Romero, varient selon les chroniqueurs. En 1726, Moratín écrit : « À cette époque-là, un homme commence à se faire remarquer : Francisco Romero, celui de Ronda, qui fut un des premiers à perfectionner cet art avec la muletilla, attendant le taureau face à face ». Robert Bérard accrédite la date de 1726 pour cette première estocade. Toutefois, cet exemple illustre, comme le souligne Bartolomé Bennassar, à quel point il faut rester prudent sur l'évolution historique de la corrida.
Une expression courante veut qu'au XVIIIe siècle « le peuple envahit l'arène » ainsi qu'on le voit sur les représentations peintes des capeas, des corridas, et plus particulièrement dans une des planches des Taureaux de Bordeaux de Goya. Les matadors (en majorité à pied) se plaignent d'être débordés par une foule peu respectueuse et la plupart des chroniques font état d'une foule anarchique, sanguinaire, d'une « racaille » qui essaie de berner l'alguazil afin d'aller jouer du couteau sur le taureau. Les cavaliers professionnels, désorientés ne semblent pouvoir se débarrasser de « ces pauvres honteux ». Francisco de Goya reconnaît lui-même avoir fait partie de ces voyous à son époque de "sacripant".
Du côté de la Real Mestranza de Séville, on encourage la corrida à pied qui permet de donner des spectacles populaires et peu onéreux. « Et lors des festivités qui accompagnent à Madrid en 1759, l'avènement de Charles II, on relève parmi les toreros à pied les noms de Cándido, de Chiclana, Diego del Álamo, de Málaga, de Vicente Bueno, c'est-à-dire de toreros qui ont participé au processus andalou ».
Bartolomé Bennassar décrit de manière détaillée ce processus andalou qui explique comment l'Andalousie est le berceau réel de la corrida en Espagne, tant à cheval qu'à pied, et qui permet de comprendre pourquoi la plus grande majorité des toreros espagnols ainsi que des élevages sont issus d'Andalousie. C'est d'ailleurs un autre Romero de Ronda qui va soulever l'enthousiasme à Madrid : Pedro Romero dont les chroniques rapportent qu'il aurait tué deux cents taureaux entre 1771 et 1779.
Les succès de Francisco Romero entraînent un changement radical dans l’art de toréer : jusqu’à lui, le personnage principal est encore le picador ; après le picador, l’important, ce sont les jeux ; la mise à mort n’est que la fin (le mot « fin » utilisé dans le sens « terminaison ») du spectacle. Après lui, le picador commence à perdre de son aura, les jeux ne sont qu’un « interlude », la mise à mort devient le « but » du spectacle.
À la suite de Francisco Romero, beaucoup de ses compatriotes se font aussi matadores de toros, notamment son petit-fils Pedro Romero, « Costillares » et « Pepe Hillo ». Ce dernier sera, en 1796, l’auteur de La tauromaquia, o el arte de torear de pie y a caballo (« La tauromachie, ou l’art de toréer à pied et à cheval »), premier traité de tauromachie moderne.
En France, la première corrida de type espagnol est signalée le 17 janvier 1701 à Bayonne où elle a été organisée par les échevins de la ville en l'honneur du passage de Philippe V d'Espagne. Plus tard, le choix de Biarritz comme résidence d'été de la cour impériale explique l'engouement des arènes bayonnaises pour la tauromachie espagnole, qui gagnera les Landes et le reste de la France, avec des fortunes diverses au XIXe siècle.
Cependant dans le Nord de la France, de petites arènes s'ouvrent à Rouen et à Paris. Sur la route de Pantin, un combat de taureau public est donné le 16 avril 1781 dans un lieu baptisé « place du Combat » et rebaptisé à la Libération : « place du Colonel-Fabien ».
Le XVIIIe siècle est celui de l'épanouissement des jeux taurins dans les Landes, où ils étaient déjà pratiqués depuis le XVe siècle sous forme de « course à la vache ». Ils sont contestés par les autorités royales comme le prouvent les archives municipales de la ville de Bordeaux dès 1565. À Mugron « les officiers municipaux dénoncent au maréchal de Richelieu, intendant de la Guyenne, une course donnée le 15 août 1773, sans barrières ni précautions d'aucune sorte, devant un public si passionné que les valets de ville, dépêchés pour arrêter les organisateurs et les teneurs de corde, et les mener en prison, n'ont point osé le faire de crainte d'être assommés par la populace ». La course landaise est imposée par la volonté de la population
En Camargue, où le capitaine Gaucher de Ventabren s'est illustré en affrontant des « taureaux furieux » dès le XVe siècle, ce sont les rois qui ont donné ses lettres de noblesse à la course à la cocarde. Dès le XVIe siècle, Catherine de Médicis puis Henri IV président une course donnée en leur honneur à Arles. Après eux, dans la même ville, ce sera Louis XIII qui présidera la fête, puis Charles X, puis Louis XVIII.
Mais c'est surtout à partir de la deuxième moitié du XIXe siècle que l'engouement pour la tauromachie à l'espagnole va se répandre en France et se stabiliser dans le Sud du pays.

## XIXesiècle

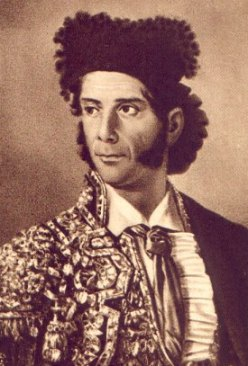
Paquiro torero vedette.

### En Espagne et dans le monde
Le début du XIXe siècle connaît une période morose en Espagne avec une pénurie de talents après la mort de Pepe Hillo et celle de Costillares. Mais aussi à cause de la Real Cedula (décret royal) édicté par Charles IV qui interdit les fêtes de taureaux. Il y a toutefois quelques dérogations pour les spectacles destinés aux œuvres de charité, et surtout, de 1808 à 1813, le pays étant gouverné par le frère de Bonaparte qui appréciait la corrida, la loi devient impuissante à interdire les courses.
Cette période est celle des toreros aux allures provocatrices que l'on a nommés toreros « des bas-fonds » buveurs, bagarreurs, voyous, se livrant à toutes les excentricités en dehors de l'arène. Parmi les toreros « convenables », il y aura quelques grandes figures : Rigores, El Sombrerero, Rafael Pérez de Guzmán qui tiendront le devant de la scène jusqu'à l'arrivée de Francisco Montes Reina « Paquiro » que Prosper Mérimée surnomme le « Napoléon » de la tauromachie » et qui impose sa conception de la corrida.
Dans un traité rédigé en 1836 avec un journaliste spécialisé, Santos López Pelegrín (en), La Tauromachie ou l'art de toréer dans les plazas à pied comme à cheval, il organise la mise en ordre du spectacle dont le premier règlement officiel sera promulgué en 1852. Désormais, picadors et banderilleros ne sont plus que les subalternes du matador ; leur but est de permettre la mise à mort du taureau avec le maximum de chances de réussite possible. Les suertes devenues dès lors inutiles, telles que les sauts à la perche, disparaissent. Outre « Paquiro », les principales figuras de cette époque sont « Cúchares », « Frascuelo » et « Lagartijo ».

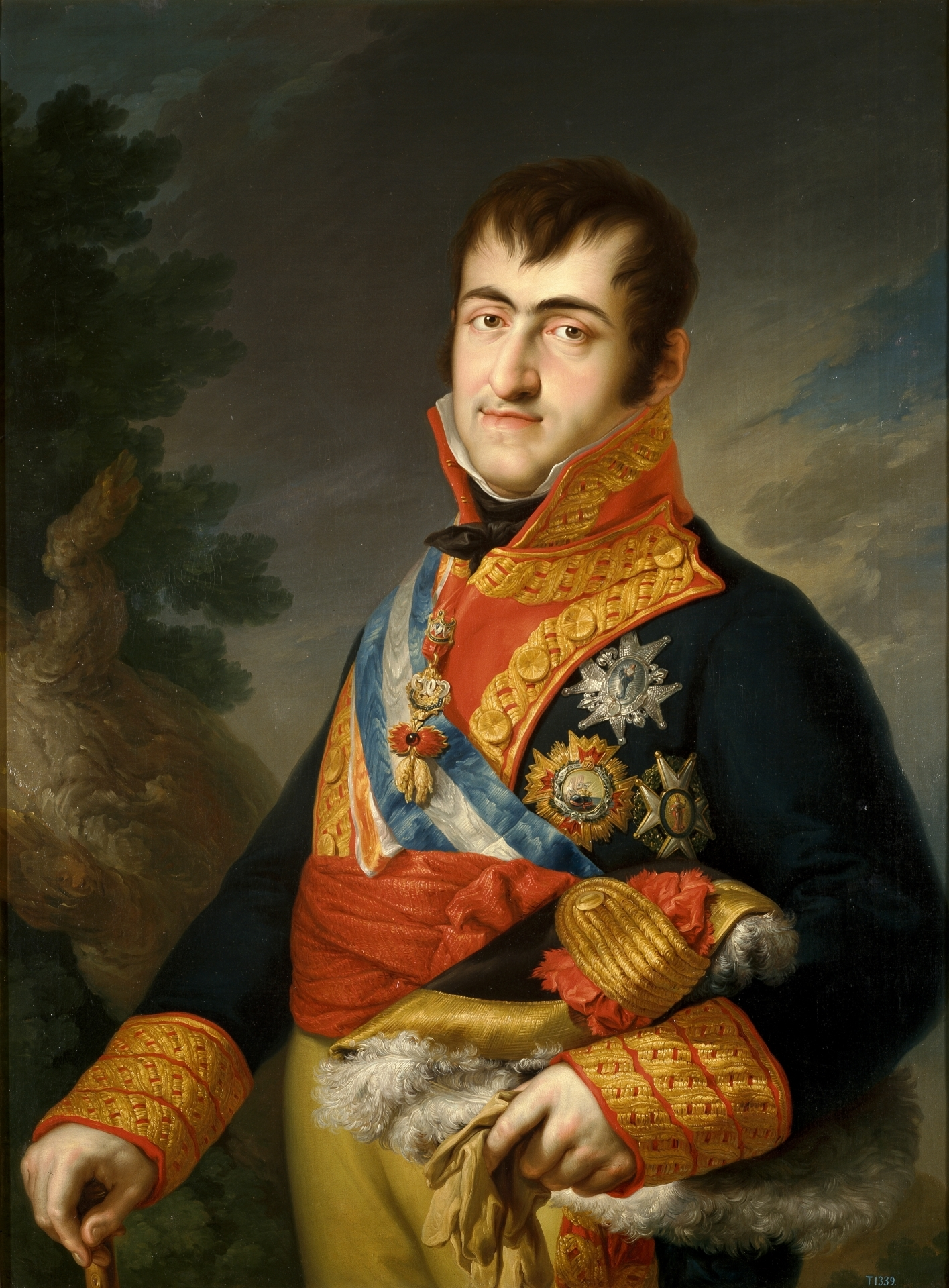
Ferdinand VII d'Espagne, portrait par Vicente López Portaña.

Quelques années plus tôt, le roi d'Espagne Ferdinand VII a créé une école taurine à Séville pour assurer une formation et donc une meilleure sécurité aux toreros, ce qui était la préoccupation de Pedro Romero et Pepe Hillo, mais dont personne ne s'était soucié au auparavant. Il en a confié la direction à Pedro Romero et Jerónimo José Cándido. L'école s'ouvre le 28 mai 1830 à Séville, dans le but d'éviter aux débutants les capeas dangereuses. Elle n'a pas duré longtemps mais il en est sorti le fameux Paquiro et Rafael Pérez de Guzmán.
Après la mort de Paquiro qui laisse un vide énorme, la rivalité particulièrement violente entre Cúchares et Frascuelo qui dure de 1845 à 1853 passionne le public, puis celle qui oppose Lagartijo à Frascuelo. Ces rivalités compensent ce que certains historiens appellent « les années creuses » de la tauromachie espagnole. C'est pourtant dans cette période- là que toutes les grandes villes d'Espagne construisent des arènes qui sont en permanence remplies et où l'on ne peut obtenir de billet qu'auprès de revendeurs.
Tout au long de cette période, les courses de taureaux telles qu’elles se pratiquent en Espagne, prennent leur essor dans certaines colonies d’Amérique latine, et surtout au Mexique, où elles ont été implantées dès le XVIe siècle. La première course de taureaux à Mexico, ordonnée par Hernán Cortés a eu lieu le 13 août 1529, jour de la Saint-Hippolyte et anniversaire de la reddition de Tenochtitlán (nom aztèque de Mexico) avec des taureaux importés d’Espagne. De nos jours, elles se pratiquent au Mexique, au Pérou, au Venezuela, en Équateur, en Bolivie, au Panama, au Costa Rica. En Argentine elles ont fait l'objet de lois d'interdictions à partir de 1822, qui n'ont pris effet qu'en 1954, de même au Chili de 1823 à 1874, en Uruguay depuis 1890, à Cuba depuis 1900, au Brésil depuis 1924 et en Colombie depuis juin 2024,.

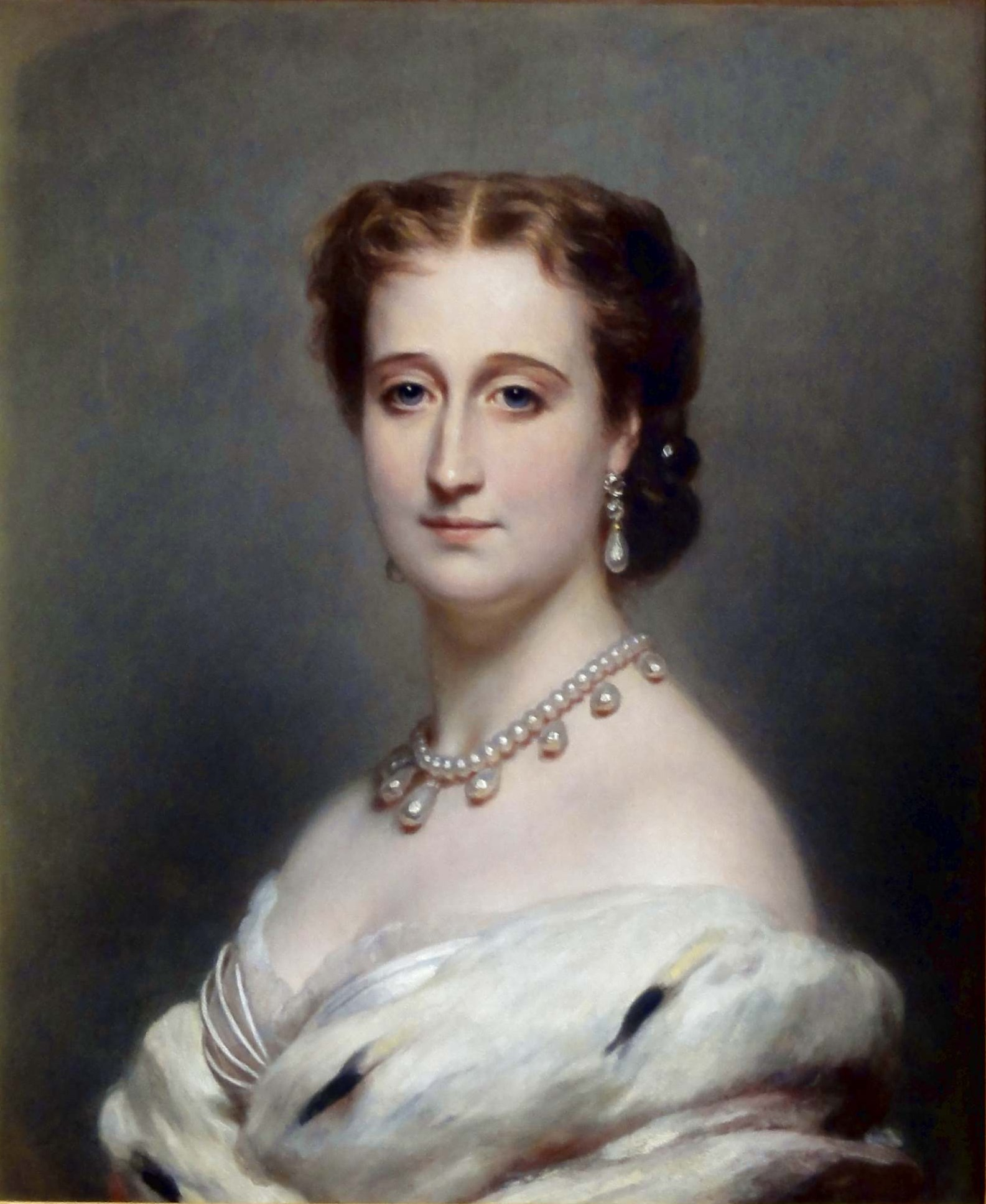
Eugénie de Montijo, portrait par Franz Xaver Winterhalter, (1864).

### En France

#### Dans le Sud de la France

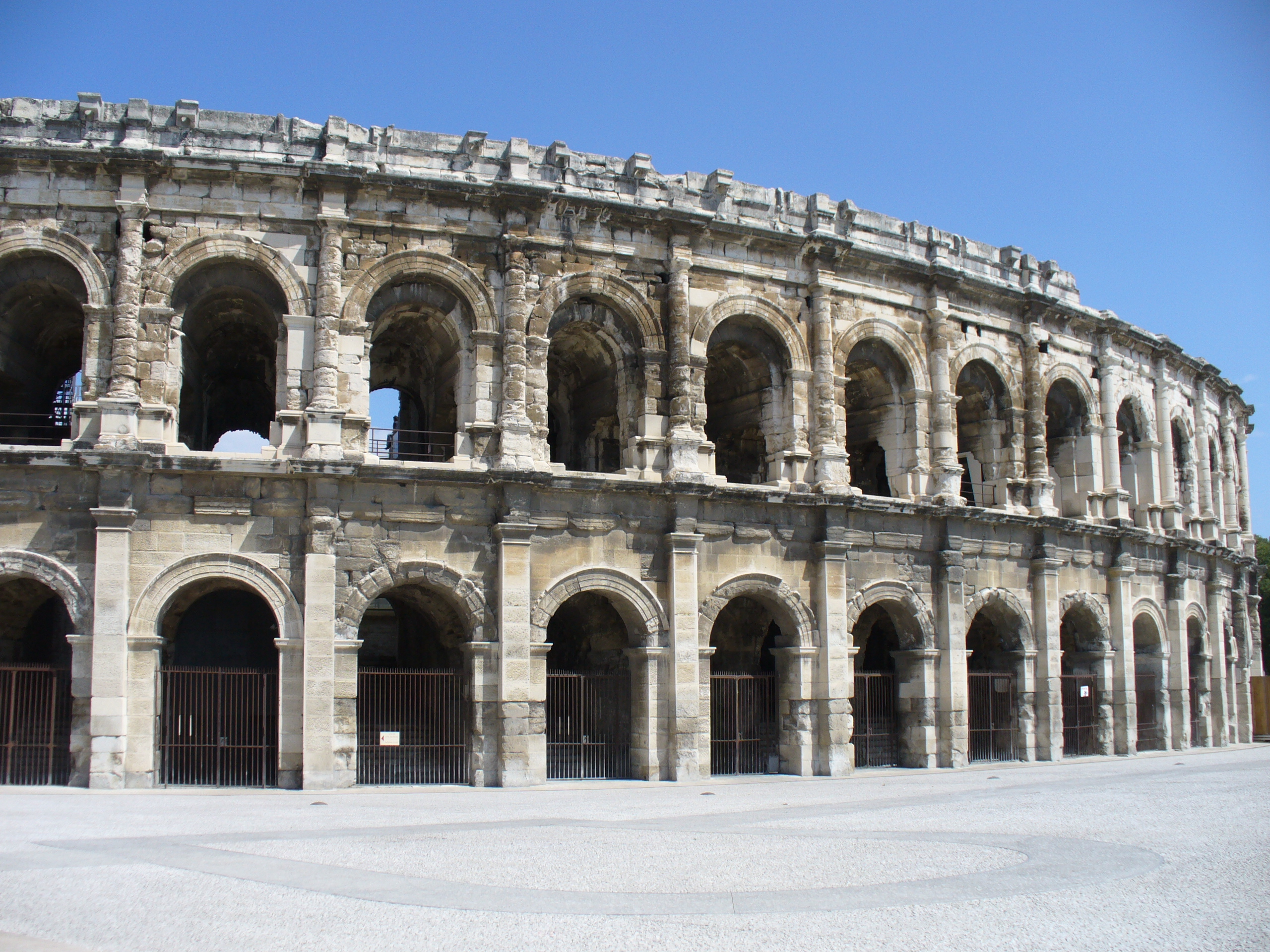
Arènes de Nîmes.

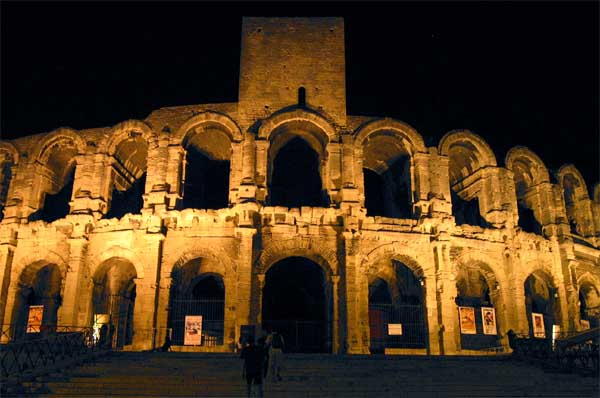
Arènes d'Arles.

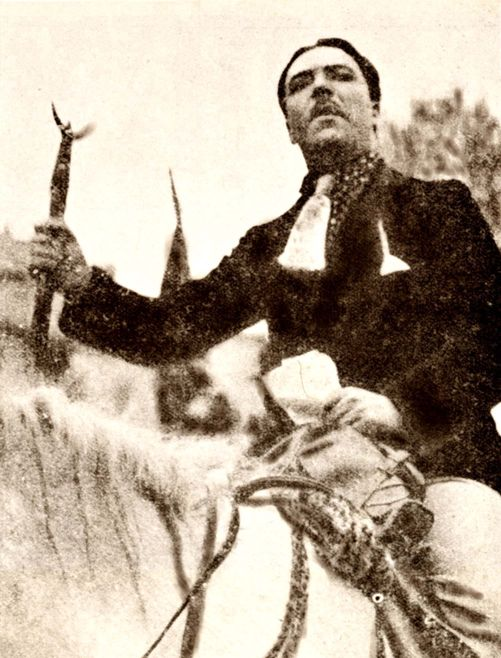
Bernard de Montaut-Manse à la tête des cavaliers de la Nacioun Gardiano.

Des courses de taureaux existent également en France, en Aquitaine, ainsi qu’en Provence et en Languedoc aux alentours de la Camargue. Toutefois, la « corrida formelle » n'existe pas, on pratique seulement des jeux qui ne se terminent pas systématiquement par la mise à mort du taureau.
En 1852, la corrida acquiert droit de cité en France lorsque, prétend-on, Eugénie de Montijo, qui n'est pas encore impératrice, assiste à Saint-Esprit, alors commune autonome des Landes devenue depuis un quartier de Bayonne, à une course de taureaux « corsée à l'espagnole » par la mise à mort de l'animal, les 22, 23 et 24 août comme l'indique Le Messager de Bayonne. Les historiens sont restés jusqu'à présent évasifs sur le jour exact de ce premier spectacle,. En revanche on connaît les célébrités qui y assistèrent : aux côtés de la future impératrice se trouvent Théophile Gautier, les représentants de la presse parisienne qui en firent l'écho, notamment dans Le Moniteur et L'Illustration et la figura (torero vedette) qui s'y illustra : Cúchares. Les 21, 22 et 24 août 1854, des corridas s'y déroulent à nouveau, cette fois-ci en présence du couple impérial. Ces évènements valent aujourd'hui à Bayonne le titre de « plus vieille place taurine de France ».
Ces premières corridas, rapportées par la presse parisienne ont lieu les 21, 22, et 24 août selon Jean-Baptiste Maudet qui précise encore que le quartier Saint-Esprit organisait depuis de nombreuses années des courses de taureaux pour ses fêtes et que, pour la première fois en 1852, des toreros espagnols alternèrent avec « les représentants des jeux habituels landais » d'où le terme de courses hispano-landaises. Cette même année, dans d'autres courses hispano-landaises, six taureaux seront estoqués.C'est ainsi que la tauromachie espagnole s'est peu à peu fondue à la tauromachie landaise pour donner naissance à la course hispano-landaise, où les écarteurs affrontent les taureaux avant que les toreros ne les travaillent à la cape.
Les arènes de Bayonne étaient alors situées à Saint-Esprit une commune indépendante de sa voisine Bayonne à l'époque. Le cartel annonce clairement la mention : « Grandes courses espagnoles de taureaux, à Saint-Esprit (Landes), près Bayonne » dans des arènes qui pouvaient contenir environ 3741 places. En 1861, « El Tato » devait s'y illustrer à son tour. Le choix de Biarritz comme résidence d'été de la cour impériale permettra à Bayonne d'être pendant près de dix ans, une ville-phare de la fiesta brava.
C'est à cette même époque que des critiques taurins français commencent à rédiger des encyclopédies taurines, expliquant les différentes phases de la corrida. En 1854, à Bayonne, Gaspard Aguado, vicomte de Lozar et comte de Cazurra qui a été nommé pour s'occuper de toute l'organisation des fêtes et des arènes, publie sous le nom de Oduaga-Zolarde, (anagramme de Aguardo Lozar) : Les Courses de taureaux expliquées, manuel tauromachique à l'usage des amateurs de courses, réédité en 2001 sous le titre : Les Courses de taureaux expliquées, le premier manuel tauromachique français, Pau, Peña taurine Côte Basque, 2001.
Dès 1854, des corridas sont organisées à Nîmes et Arles, mais c'est surtout à partir de 1884 que ces deux villes tirent avantage du prestige de leurs arènes romaines pour présenter des corridas intégrales avec des vedettes au programme : Ángel Pastor ou Frascuelo. D'autres villes en présentent aussi : Bordeaux, Mont-de-Marsan, Dax, Toulouse, Céret, Beaucaire, Béziers, Montpellier, Marseille, et Bayonne, qui avait abandonné ses courses formelles, les reprend. Il y en eut même à Roubaix et au Havre.
Cette installation en France ne se fait pas sans mal, car elle soulève de nombreuses oppositions, notamment de la part de la Société protectrice des animaux fondée en 1845 à l'image des sociétés anglo-saxonnes. Les protecteurs du taureau demanderont à plusieurs reprises l'interdiction des corridas, sans grand succès dans les zones où les aficionados sont nombreux, avec de meilleurs résultats dans les régions du monde où on se soucie peu de tauromachie. À l'origine, la loi Grammont de 1850 pour la protection des animaux domestiques, ne concernait pas les taureaux de combat. Ce n'est qu'en 1884 que le ministre de l'intérieur, Pierre Waldeck-Rousseau, fait appliquer le texte aux corridas et le 16 février 1895, un arrêt de la cour de cassation juge le taureau de combat comme « animal domestique », et ce faisant, le fait entrer dans le champ d'application de la loi Grammont.
Mais malgré la prohibition, de nombreuses corridas sont organisées en particulier dans le Gard où les infractions à la loi Grammont sont continuelles. En 1893, on comptait 33 taureaux estoqués. La résistance nîmoise prend bientôt une allure de révolte lorsqu'est organisée à Nîmes une course de taureaux dite « course de la contestation ».
Le 14 octobre 1894, le maire Émile Reinaud organise une course que l'écrivain Frédéric Mistral préside en signe de soutien, ce qui défie l'autorité de l'État. La ville de Dax fait la même chose peu de temps après et dès la fin du XIXe siècle, la corrida avait « gagné la partie dans le midi de la France. » Le soutien de Mistral, qui sera prix Nobel de littérature quelques années plus tard, va avoir un poids considérable. De même que celui de son ami Folco de Baroncelli-Javon qui conduit la « levée des tridents » à la tête des cavaliers de la  Nacioun gardiano le 17 octobre 1921, suivi par une foule immense, accompagné de l'avocat-manadier Bernard de Montaut-Manse et qui réussit à faire débouter la SPA de son action en justice contre les corridas à Nîmes.
Il faudra cependant attendre la loi du 24 avril 1951 pour mettre fin à l'« infraction ». En effet, celle-ci prévoit que la loi dite Grammont de 1850, qui interdit l'exercice public et abusif de « mauvais traitements envers les animaux domestiques », ne s'applique pas pour les courses de taureaux. Cette loi est aujourd'hui reprise dans celle d'article 521-1 du code pénal, qui interdit « le fait, publiquement ou non, d'exercer des sévices graves ou de commettre un acte de cruauté envers un animal domestique, ou apprivoisé, ou tenu en captivité », sauf pour les « courses de taureaux lorsqu'une tradition locale ininterrompue peut être invoquée ».

#### Dans le Nord de la France

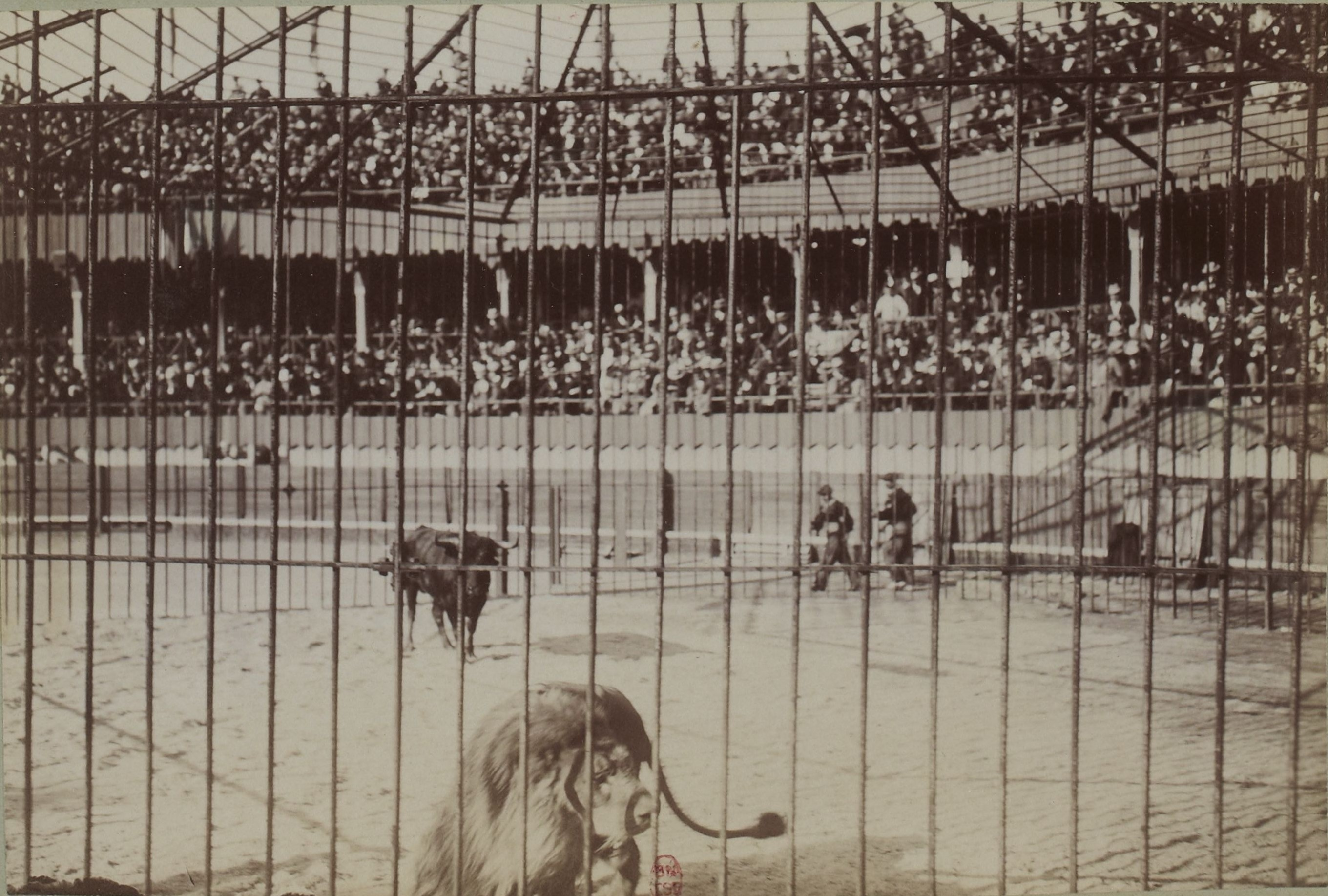
arènes de Roubaix. Combat entre taureau et lion.

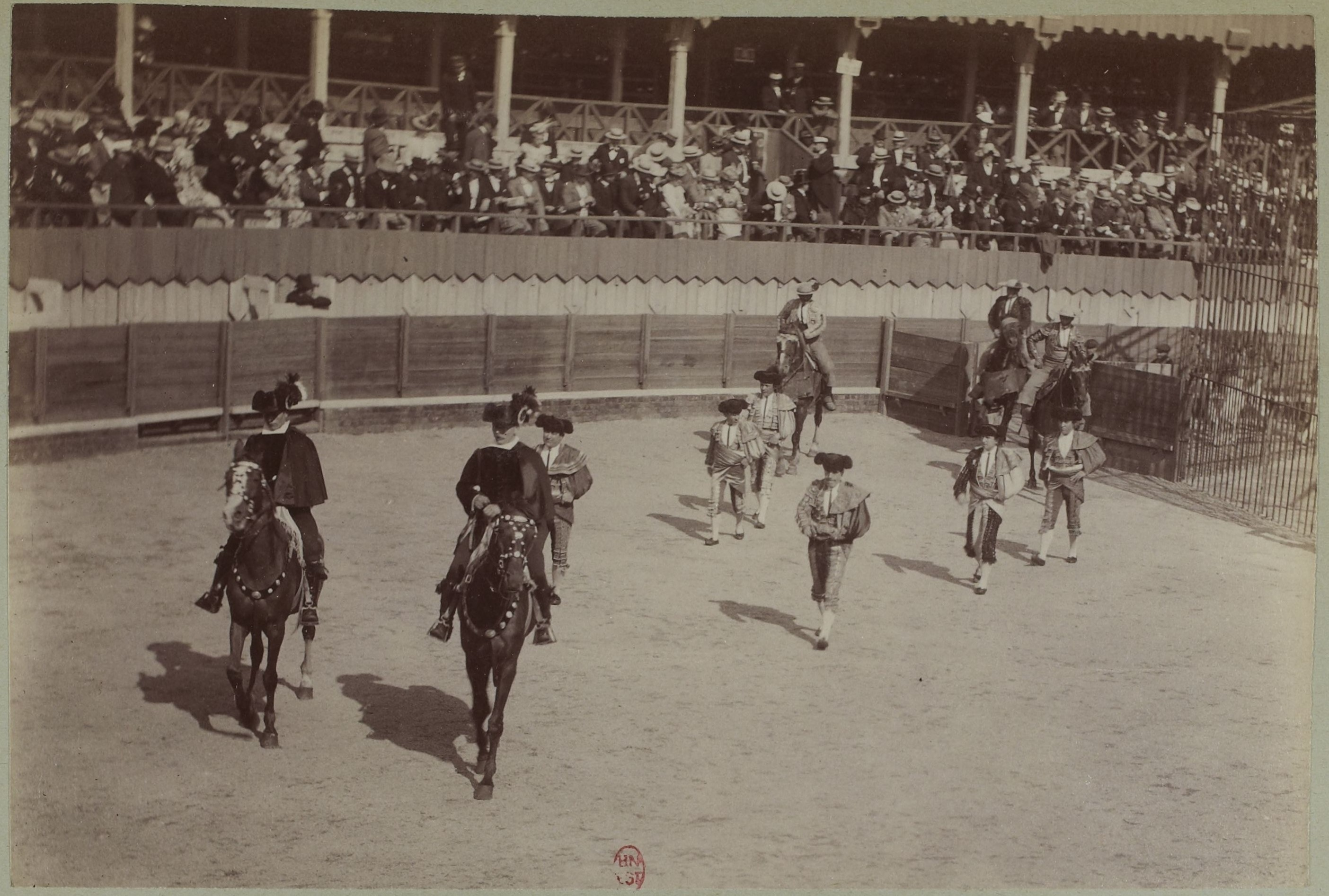
arènes de Roubaix : paseo 1899.

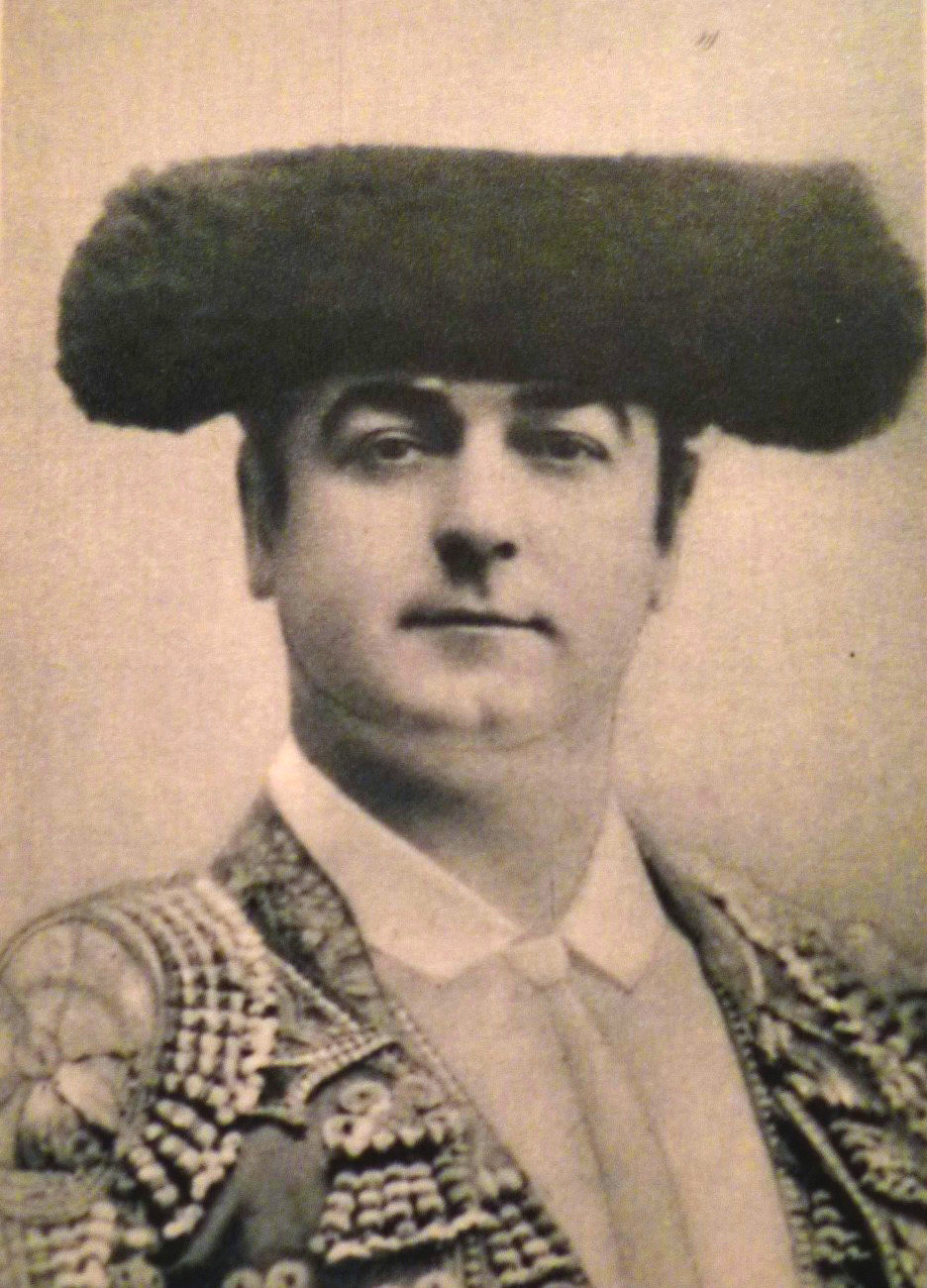
Luis Mazzantini, torero et empresa en France.

L'expansion de la corrida dans le Nord de la France est due, pour l'essentiel, à l'Exposition universelle de Paris de 1889. À cette occasion, quelques éleveurs espagnols se réunirent pour financer une grande « Plaza de Toros » de 22 000 places qui, d'après les photographies de l'époque, pouvait rivaliser avec l'actuelle Plaza de Madrid. Ce sont les arènes de la rue Pergolèse à Paris, qui succédaient à l'hippodrome de Vincennes où se donnaient des spectacles de tauromachie parodique depuis 1865, et aux premières arènes de la rue Pergolèse, construites en bois pour 14 000 spectateurs lors de l'Exposition universelle de 1867. La mode des corridas se répandit jusque dans le Nord de la France, notamment à Roubaix et au Havre, ainsi que le rappelle Francis Marmande dans Le Monde du 16 juillet 2010.
Les grandes arènes de la rue Pergolèse, qui pouvaient contenir 20 000 spectateurs, ne furent en activité que pendant trois ans. Mais elles drainèrent des figuras espagnoles qui, sur le chemin de Paris, accordaient des conditions abordables aux impresarios du sud de la France. Parmi ces figuras qui se sont produites rue Pergolèse, on peut citer notamment : Luis Mazzantini, Frascuelo, Lagartijo, El Gallo, El Gordito. Ainsi la corrida s'est greffée sur la vieille tradition tauromachique de ces régions,

« malgré l'application discutable d'une loi de protection des animaux domestiques, dont l'auteur, le duc de Gramont, ministre de Napoléon III, n'hésitait pas à présider les premières corridas à Bayonne aux côtés l'impératrice Eugénie de Montijo. Une décision législative de 1951 reconnaîtra finalement la légitimité du spectacle dans les départements où il a pris force de coutume depuis plus de cinquante ans. »

Par déformation, cette loi Gramont est devenue loi Grammont.
Cette fin de siècle voit d'ailleurs l'engouement pour les corridas proliférer au nord d'une ligne de démarcation définie plus tard par la « tradition ininterrompue ». Mais en cette « époque de ferveur tauromachique », les entrepreneurs espagnols mettent à profit un courant de tolérance gouvernementale pour organiser des courses de taureaux dans des régions de France où il semble difficile d'imaginer qu'elles puissent s'implanter. Deux corridas eurent lieu à Rochefort-sur-mer en 1897 avec la participation du torero Pepete. Mais elles furent sans lendemain. Des corridas furent organisées ensuite par Félix Robert, matador français et empresa, à Limoges, au mois de juillet 1899, et elles s'arrêtèrent là. En revanche, les arènes de Roubaix et les arènes du Havre connaîtront une existence moins éphémère. Dans les premières une dizaine de corridas intégrales furent montées avec les matadors renommés Luis Mazzantini, Antonio Reverte, Guerrita et d'autres toréros moins célèbres, sans que l'on connaisse les dates exactes de chacune d'elles. On sait néanmoins que les arènes de Roubaix furent actives de 1899 à 1901, et Mazzantini qui s'en était improvisé empresa avait organisé un combat de « taureau étique contre un lion édenté», ce que lui reprochèrent les aficionados méridionaux, car cette entreprise ridicule faisait le jeu des adversaires de la corrida. Il est possible que Mazzantini se soit également présenté dans les arènes du Havre. De grandes contradictions entourent sa carrière et la date de ses exploits. Le Petit Journal annonce le 15 septembre 1895 qu'il est reconduit à la frontière en habit de lumières, avec sa cuadrilla, avec interdiction de courses dans le Midi. Mais en 1899 il torée de manière certaine dans les arènes de Roubaix, selon le cartel du 18 juin 1899.
Les adversaires de la corrida se manifestèrent en effet, mettant en péril la position de tolérance adoptée en 1897 par Louis Barthou. La S.P.A. lança moûlt poursuites en justice à la suite desquelles organisateurs et toreros furent relaxés. En réponse, Monsieur Vienne, directeur des arènes de Roubaix, organisa une corrida le 8 octobre 1899 dans la commune de Deuil-la-Barre près d'Enghien-les-Bains, avec la participation des matadors Lagartijillo, Félix Robert, Llaverito. « Il fit construire une arène démontable en bois, non pas circulaire, mais avec six tribunes les unes à la suite des autres, avec des espaces vides. Le premier taureau, Romito, de l'élevage Filiberto Mira, franchit la barrière, le couloir de protection, et se fraya un passage au milieu des spectateurs affolés. Douze personnes furent blessées dans la bousculade et la course fut suspendue par décision du sous-préfet de Pontoise ». Les interdictions en seraient peut-être restées là si les organisateurs de corrida n'avaient récidivé l'année suivante à l'occasion de l'exposition universelle. Le 15 janvier, une proposition de loi tendant à interdire la corrida sur tout le territoire français était présentée à la Chambre des députés par Paul Charles Bertrand, député de la Marne, pour que la loi Grammont soit révisée.
C'est à ce moment-là qu'éclatèrent les incidents provoqués par la S.P.A. le 4 juin, à l'inauguration des « Nouvelles arènes d'Enghien » sur un terrain voisin des précédentes à Deuil-la-Barre. Un Suédois, nommé Aguilin, tira au revolver sur les toreros, en blessant sans gravité un banderillero. La corrida eut lieu normalement, troublée seulement par les cris de contestataires et la trompe dans laquelle soufflait le docteur Philippe Maréchal, anti-corrida notoire. Antonio Montes estoqua quatre taureaux, et malgré la performance médiocre de Félix Robert, la presse taurine salua une corrida intéressante. Mais le développement de la corrida au nord s'arrêta là, car cette « ferveur tauromachique » relevait plus d'une mode que d'une réelle afición de la part de populations férues d'« espagnolades. » Il n'y eut aucune révolte contre la loi pour maintenir la corrida comparable au soulèvement du Midi.
Auguste Lafront rappelle aussi que l'organisation de corridas formelles entre 1898 et 1901 avait été favorisée par la baisse du cours de la peseta qui reprit de la force à partir de 1902, ce qui aboutit du Sud au Nord de la France à une diminution de moitié des spectacles tauromachiques espagnols.
Dans le centre de la France, l'Auvergne est représentée par les arènes de Vichy à partir de 1899 (30 juillet). Ces dernières ont subsisté jusqu'au XXe siècle puis Richard Milian s'y est présenté pour la première fois en novillada piquée le 17 juillet 1977 à l'âge de 17 ans. Elles ferment en 1991.
D'autres lieux sont cités dans le Nord de la France comme ayant donné des spectacles de corrida : Maisons-Laffitte (printemps 1895, corrida privée organisée par l’industriel Lebaudy), - Nantes (arènes de Longchamp, juillet 1906 avec Noble, Murciano et Loreto) ; Malo-les-Bains (9 août 1903 avec Carrita). Elles n'ont néanmoins pas survécu au début du XXe siècle.

## XXesiècle

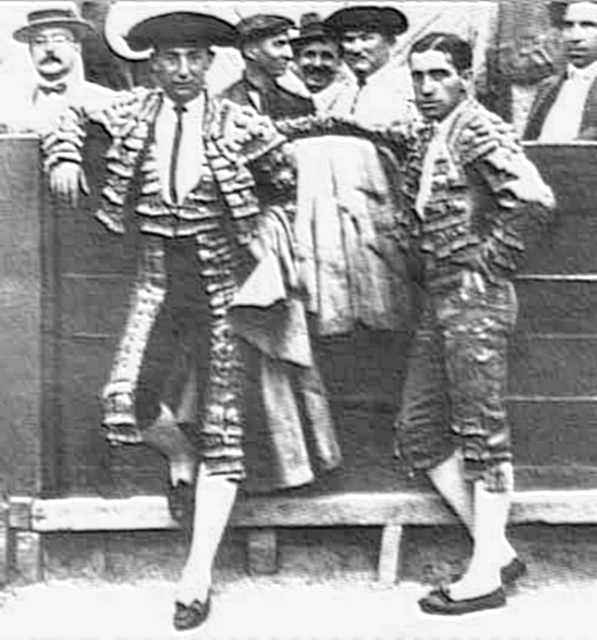
Juan Belmonte inventeur du temple et de l'immobilité.

Les années qui suivent le retrait de « Guerrita », deuxième « Calife de la tauromachie », voient fleurir des talents comme Rafael González Madrid « Machaquito », ou Ricardo Torres Reina « Bombita », Antonio Fuentes, ou El Gallo (Rafael Gómez Ortega), qui fut une des grandes attractions de la décennie par ses exploits autant que par ses échecs. Mais il faudra attendre les années 1910 à 1920 pour arriver à l'« Âge d’Or » de la corrida, marquées par des personnalités comme José Gomez Ortega « Joselito » et Juan Belmonte et par l'arrivée d'un torero mexicain Rodolfo Gaona, inventeur de la passe de cape appelée : gaonera.
Juan Belmonte invente une manière de toréer qui fait date. Il y a la corrida d'avant Belmonte, et celle d'après Belmonte. Il « invente » le temple, faculté d’accorder le déplacement du leurre et la charge du taureau. Il « invente » aussi l’immobilité : jusqu’alors, le torero reculait lors de la charge du taureau ; désormais il reste en place et dévie la charge.
Au début du siècle, l'arrière plan social et politique n'est pas favorable à la corrida, en Espagne, où la tradition progressiste, le mouvement anarchiste, et le mouvement ouvrier « tantôt dénoncent le luxe scandaleux du torero inutile à la misère, tantôt voient dans la corrida la seule issue pour l'homme du peuple d'échapper à la misère ». Des intellectuels du mouvement « régénérateur » à la tête desquels se trouve Joaquín Costa se font les porte-parole d'une opposition qui dénonce tout à la fois : le flamenco, les courses de taureaux, et les tavernes, parce que plébéiens donc méprisables.

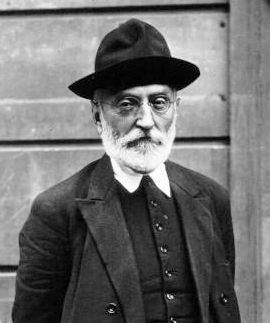
Miguel de Unamuno.

Mais, dans le moment même où des « régénérationnistes » tentaient d'obtenir le soutien des sociétés protectrices des animaux, et où leur hostilité envers les corridas se faisait plus agressive, un courant taurophile prenait son essor chez les intellectuels, même auprès d'un des adversaires les plus acharnés de la corrida (Miguel de Unamuno) qui retournera son discours, « tout comme la plupart des intellectuels qui vont cesser d'édicter les normes de la culture pour le peuple et se mettre à son écoute ».
Le retournement des intellectuels commencé dès le début du XXe siècle s'accélère à partir de 1918 au moment où le philosophe José Ortega y Gasset projette d'écrire un traité de tauromachie qu'il n'écrira pas, mais il pousse José María de Cossío à écrire le sien. Manuel de Falla lui-même se réclame du courant populaire-plébéien « flamenquiste ». José Bergamín, farouchement opposé à la dictature de Primo de Rivera rend hommage à Joselito dans son ouvrage : Arte de Birlibirloque.
À cette époque apparaît le premier torero français, venu de Saïgon où son père était fonctionnaire de l'administration des Finances. Léonce André, plus connu sous le nom de « Plumeta », quitte le lycée où il a fait de brillantes études pour le ruedo. Sa carrière est courte et sans grande gloire, mais elle amorce déjà un tournant dans la tauromachie française. Il va lamentablement échouer en 1898 à Nîmes devant les taureaux du marquis de Baroncelli, des « camarguais » qui n'étaient pas encore des castrés et qui possédaient de dangereuses cornes en pointes. Plumeta est accroché, projeté et sérieusement blessé. Il se retire cette même année pour entrer à l'école d'officiers de Saint-Maixent, mais il reste chroniqueur taurin. Il publie La Tauromachie moderne, en 1913, à l'imprimerie régionale de Nîmes, réédité en 1981

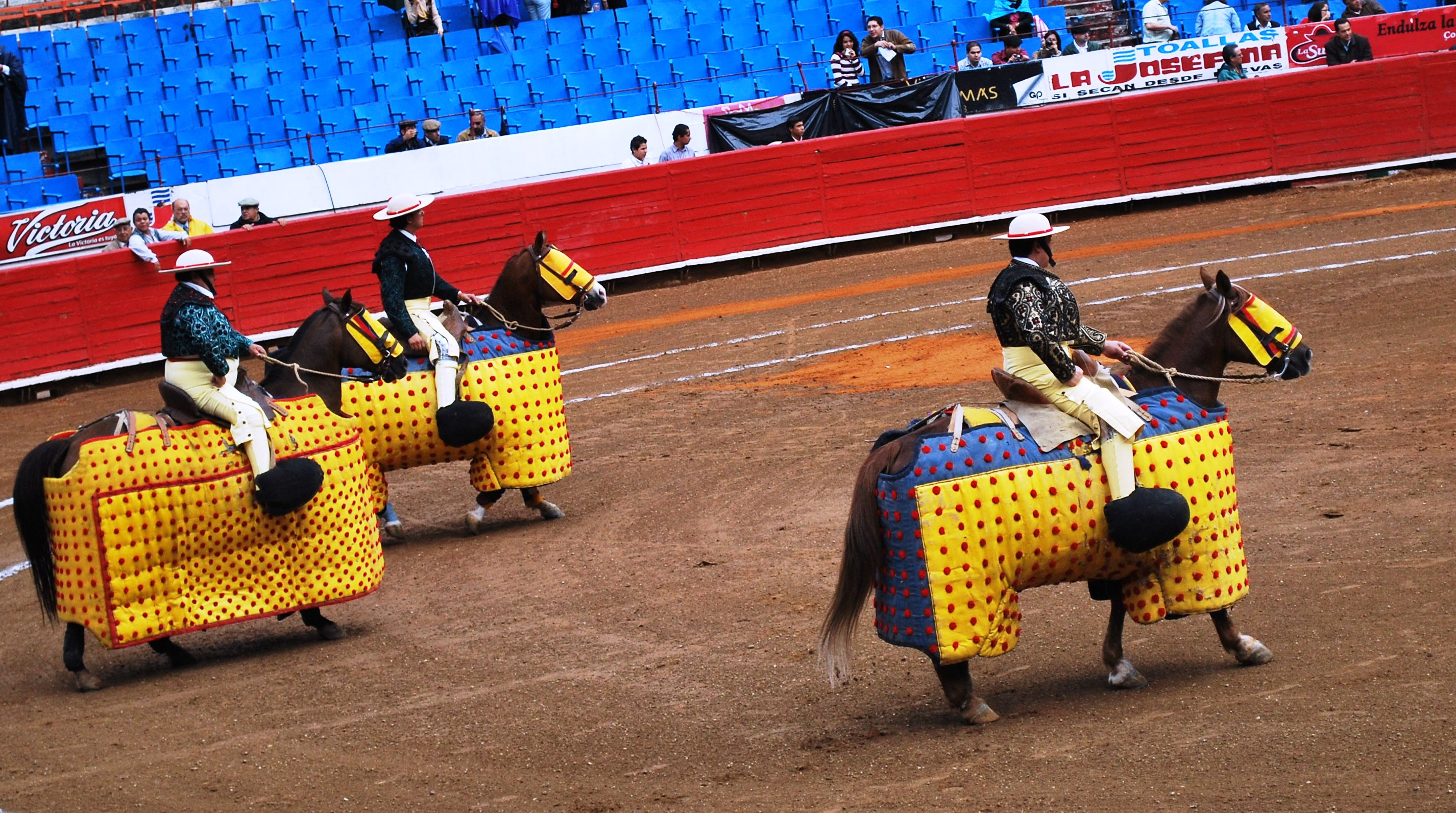
Caparaçons.

Le dictateur Rivera impose une protection du cheval, le caparaçon inventé par le français Jacques Heyral : « Pourquoi ne pas étudier ou essayer une autre façon de pratiquer la suerte, si cela peut donner plus de beauté et d'élégance à la belle et classique fiesta.», écrit-il dans une lettre qu'il publie dans la presse. Dix modèles étaient alors en compétition, présentés le 6 mars 1927 dans l'ancienne arène de Madrid, le modèle choisi par le dictateur fut celui présenté par Don Estebán Arteaga, les Espagnols considérant que le peto français donnait trop d'avantage au taureau. Composé de fer et de cuir, ce caparaçon était beaucoup plus lourd que celui actuellement utilisé (25 à 30 kg), et s'il protégeait en effet le cheval, il pénalisait lourdement le taureau avec ses blindages qui formaient un véritable mur contre lequel l'animal de combat va s'épuiser jusqu'à l'amélioration du caparaçon, avec de nouveaux matériaux plus légers, employés par la suite.

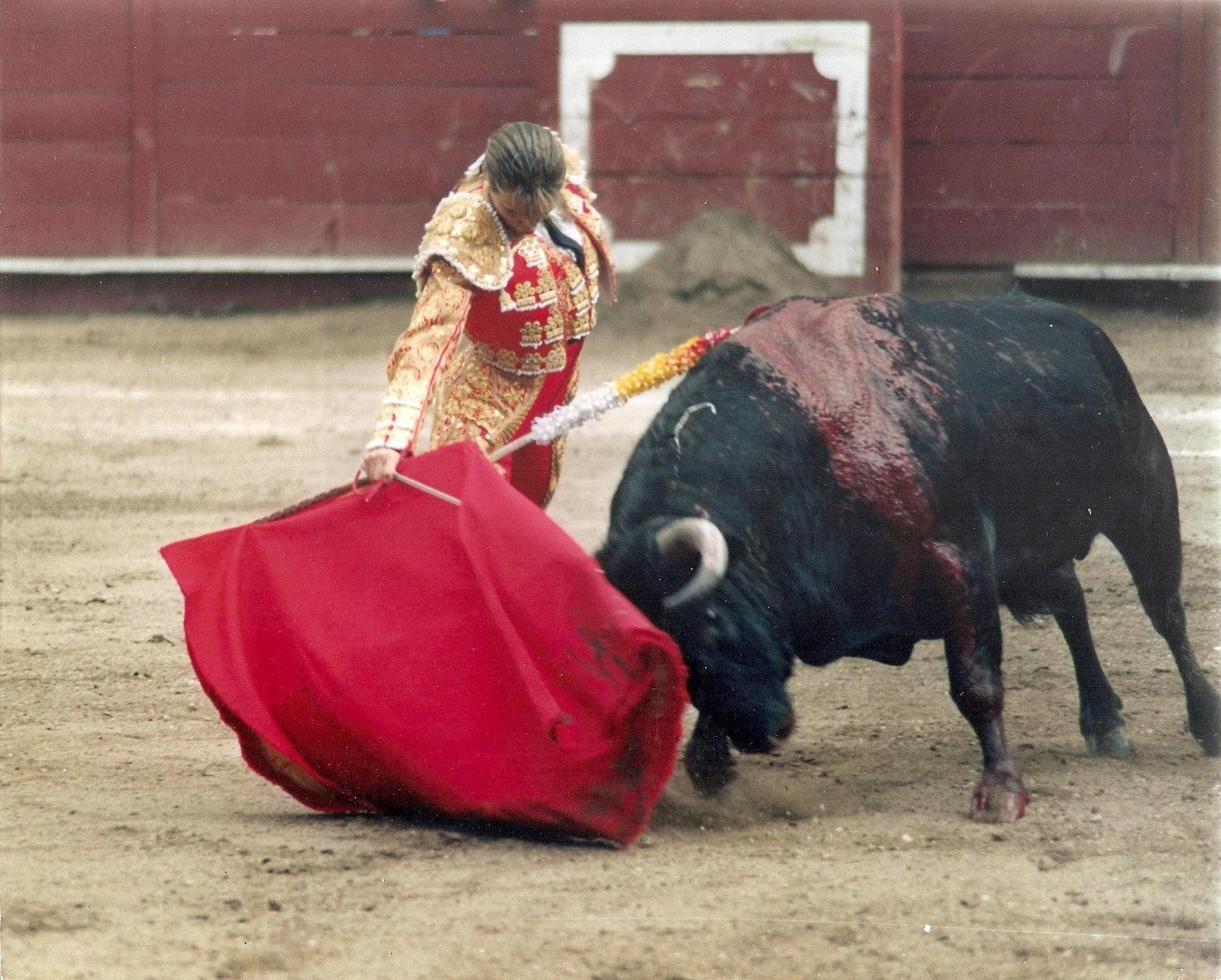
le temple et l'immobilisme, inventés par Juan Belmonte, repris par Manolete, est pratiqué par les toreros de la fin de XX : Cristina Sánchez.

Dans les années 1920 et 1930, sous l’impulsion d’un capitaine de cavalerie de Cordoue, Antonio Cañero, la tauromachie à cheval est remise en valeur. Cañero reprend les principales techniques des cavaliers portugais, mais restaure la mise à mort qu’il pratique à l’aide d’un rejón, littéralement « harpon », en réalité plus proche d’un javelot.
En avril 1931, la République est proclamée. La tauromachie se porte bien en Espagne jusqu'en 1935, malgré l'opposition de certains intellectuels comme le professeur et écrivain libertaire Ramón Acín Aquilué. Les taureaux sont beaux et puissants, des vedettes, Marcial Lalanda, Manolo Bienvenida, Domingo Ortega, maintiennent l'éclat de la fiesta. Les corridas, qui avaient été suspendues au lendemain du 18 juillet 1936, reviennent le 16 août de la même année à Barcelone et à Madrid, 20 corridas et 17 festivals sont organisés en zone républicaine, 11 seulement en zone nationaliste.
Pendant la guerre d'Espagne, les toreros ont une position semblable à celle de leurs compatriotes, à savoir qu'ils se divisent selon la zone géographique où ils se trouvent. Ils se conforment à l'attitude générale : El Niño de la Palma, Cagancho, Luis Gómez Calleja « El Estudiante » défilent, poing levé, aux accents de L'Internationale. Le 19 août 1936, en Andalousie, deux toreros sont exécutés par les nationalistes : les banderilleros de la CNT Francisco Galadí et Joaquín Arcollas Cabezas, fusillés avec le poète aficionado Federico García Lorca. Le 30 août, à Madrid El Gallo et Chicuelo, qui ne toréent plus ni l'un ni l'autre, participent à une fiesta en faveur du Secours rouge,. Dans les zones encore contrôlées par la République on fait le paseo en chantant L'Internationale, dans les autres en chantant Cara al sol. Certains toreros changent plusieurs fois de position. Le 29 août 1936, Domingo Ortega torée à Valence pour les milices populaires et « brinde » un taureau au comité exécutif de la République ; le 24 mai 1939, il participera à Madrid à la « corrida de la victoire » organisée pour fêter la victoire de Franco, en compagnie de Pepe Bienvenida,.
Il n'est donc pas certain que les toreros, dans leur majorité, aient défendu une opinion quelconque. Marcial Lalanda s'est tourné du côté de la Phalange parce que plusieurs membres de sa famille avaient été assassinés par les milices républicaines. Domingo Ortega est passé volontairement en zone franquiste par intérêt personnel, tout comme Vicente Barrera, grand-père du matador Vicente Barrera. Pour les opinions républicaines, on connaît celles de la torera Juanita Cruz obligée de s'exiler en Amérique latine, le matador navarrais Saturio Torón, et d'autres toreros moins connus. En 1937, des matadors s'exilèrent provisoirement : Juan Belmonte, malgré ses amitiés républicaines, a préféré vivre un temps au Portugal, et Cagancho est parti définitivement au Mexique,. Si les tribunaux franquistes ont exécuté un certain nombre de toreros (banderilleros pour la plupart), les républicains firent aussi des victimes parmi les ganaderos (éleveurs) considérés comme fascistes, tel le duc de Veragua, Argimiro Pérez-Taberno, Tomás Murube.
Mais c'est surtout à Manuel Rodríguez Sánchez « Manolete » (« Manolete, un torero pour oublier la guerre ») qu'on attribue le rôle de suppôt du franquisme. « Il aura fallu trente ou quarante ans pour que la vérité soit rétablie sur le matador. Jean-Pierre Darracq (El Tio Pepe) a évoqué l'exploitation politico-raciale du mythe de Manolete qui était selon Franco [- le motif d'orgueil de notre race -, -à l'âge de trente ans mourut l'homme qui était le symbole d'une race- (…)] ». Devant les petits et maigres taureaux de l’époque, Manolete révolutionne le toreo par sa verticalité et son immobilisme. Sa mort à Linares en 1947 sera une véritable tragédie nationale. En revanche on ne l'a jamais vu toréer en France puisque la frontière était fermée. S'il a été un auxiliaire précieux du franquisme, il n'a rien fait pour cela. Les insinuations qui tendent à faire de lui un partisan dévoué du dictateur relèvent de la malveillance.

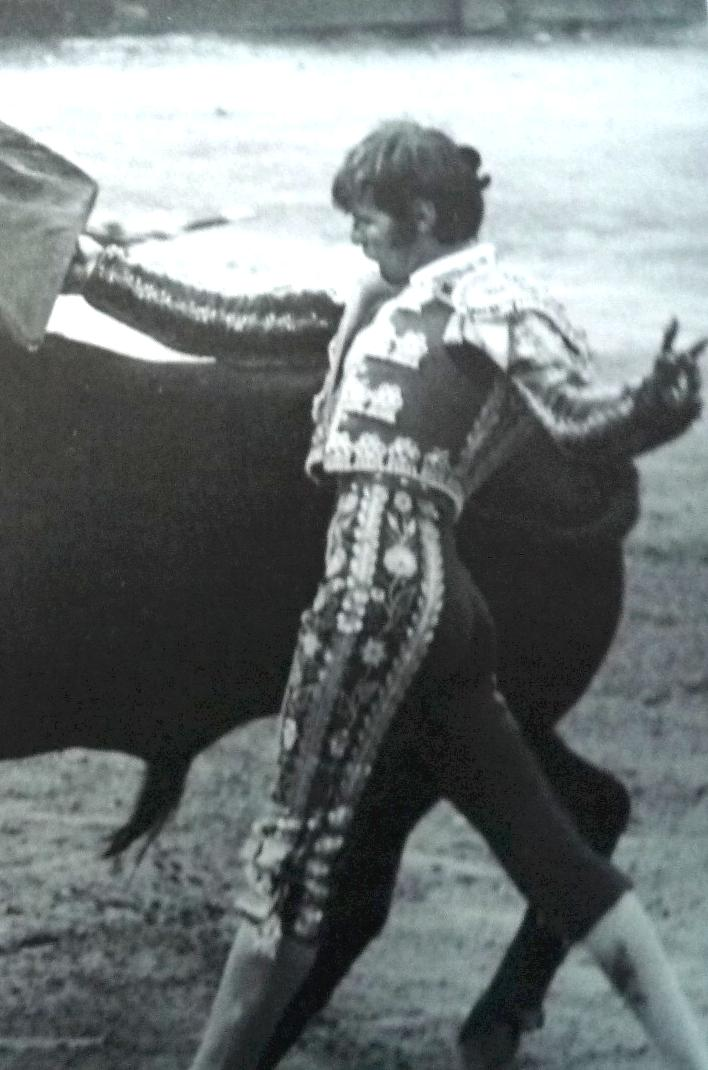
El Cordobés (Manuel Benítez Pérez).

Si Manolete toréait des bêtes de si petite taille, ce n'est pas toujours par choix personnel. La guerre civile avait fait des ravages dans les élevages de toros bravos. Des bêtes avaient été exterminées pour fournir de la viande de boucherie, d'autres décimées volontairement. En 1939, il était impossible de fournir des taureaux d'âge conforme (4 ans) Il fallut adapter le règlement à la nouvelle situation. Le décret du 25 mars 1941 réduisit le poids règlementaire des taureaux de combat (plus de 400 kg), de sorte que même dans les arènes les plus cotées, on a pu combattre des becerros et des bêtes de 350 kg jusqu'à la saison 1943 où l'on a présenté des taureaux a minima, proches du poids réglementaire.
Après la mort de « Manolete », place au Mexicain Carlos Arruza, avec lequel il était en rivalité amicale. Place aussi à Pepe Luis Vázquez et à Agustín Parra « Parrita », et surtout à la rivalité des deux beaux-frères Luis Miguel Dominguín et Antonio Ordóñez. Cette rivalité très médiatisée et l'amitié de Dominguín (un « fasciste ») avec Pablo Picasso (un communiste) a beaucoup servi de publicité à la corrida. Dominguín confie à François Zumbiehl : « La rivalité entre Ordóñez et moi-même, décrite par Hemingway dans "L'Été sanglant", est de mon invention. Je voulais, avant de me retirer des arènes, susciter un peu de passion. »
En France, la loi du 24 avril 1951, (loi Grammont), est amendée. Désormais, elle « n’est pas applicable aux courses de taureaux lorsqu’une tradition ininterrompue peut être invoquée ». En outre, le décret du 7 septembre 1959 précise que la tradition doit être « locale et ininterrompue ». En vertu de ces nouvelles règles, des corridas sont aujourd’hui organisées en toute légalité dans plus d’une soixantaine de villes, situées dans onze départements (Aude, Bouches-du-Rhône, Gard, Haute-Garonne, Gers, Gironde, Hérault, Landes, Pyrénées-Atlantiques, Pyrénées-Orientales, Var).
Dans les années 1960, l’ouragan Manuel Benítez « El Cordobés », fils d’un ouvrier républicain tué pendant la guerre civile, s’impose dans une Espagne qui s’ouvre au tourisme : 14 millions d'entrées en 1964 tandis que le tourisme balnéaire explose. En 1979, le nombre de corridas est de 673. Le magazine américain Life, dans un guide à l’usage de ses lecteurs voyageant en Europe, leur conseille à propos de corridas, s’ils voient écrit sur l’affiche « El Cordobés », de ne manquer ce spectacle sous aucun prétexte ; dans le cas contraire, de ne pas perdre leur temps à ce spectacle sans intérêt.
À côté de « El Cordobés », apparaissent notamment Diego Puerta, Santiago Martín « El Viti » et Paco Camino.
À la fin des années 1960 et surtout au début des années 1970, on voit apparaître les premiers matadors français ayant réussi, sinon à devenir des figuras, du moins à acquérir une certaine notoriété en France : Bernard Dombs « Simon Casas », Alain Montcouquiol « Nimeño I», Robert Pilés. Au milieu des années 1970, débute Christian Montcouquiol « Nimeño II », qui sera le premier non seulement à devenir une figura dans son pays natal, mais aussi à participer régulièrement à des corridas en Espagne. En même temps, en France, en Camargue, on fait de réels efforts pour créer de véritables élevages de Toros bravos.
20 novembre 1975 : mort du général Francisco Franco. L’Espagne devient une monarchie constitutionnelle, la démocratie revient. On pourrait penser qu'avec le nouveau régime la corrida va disparaître. C'est le contraire qui se produit. À la fin des années 1950, le nombre de corridas était d'environ 400, chiffre resté stable jusqu'en 1981, en augmentation régulière jusqu'à la fin des années 1980 (500 spectacles).

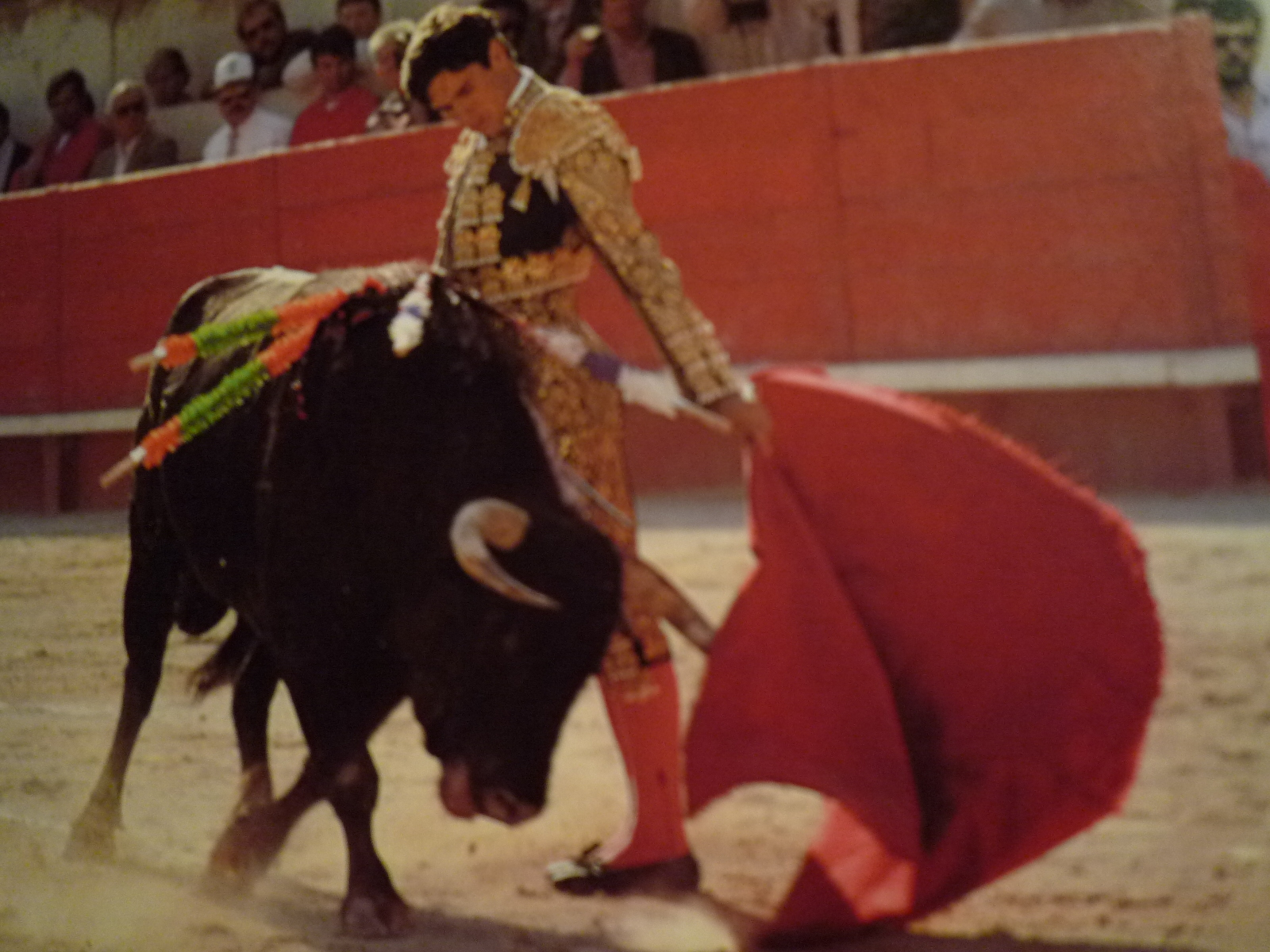
Joselito, naturelle.

Dans les années 1990 l'augmentation s'accélère pour atteindre 850 à 950 corridas et la construction d'une quarantaine d'arènes. S'il est vrai que pendant la transition démocratique la tauromachie a été en crise, son renouveau s'est mis en place assez vite grâce à la progression générale du niveau de vie, le développement des loisirs, la massification du tourisme. Le nombre des corridas citées par les historiens selon les années peut varier selon qu'ils englobent l'ensemble des spectacles dit « majeurs » avec les spectacles « mineurs ». Jean-Baptiste Maudet donne l'exemple de l'année 1990 où le nombre de spectacles professionnels est de 3 429 en Espagne, ce chiffre comprenant 1 162 spectacles majeurs et 2 277 spectacles mineurs.
Les principales figuras de la fin du XXe siècle sont José Maria Dols Abellán « Manzanares », Pedro Gutiérrez Moya « El Niño de la Capea », Dámaso González, Francisco Rivera « Paquirri », Antonio Chenel « Antoñete », Paco Ojeda, et Juan Antonio Ruiz Román « Espartaco », líder de l’escalafón chaque année de 1985 à 1991, Enrique Ponce, Joselito (José Miguel Arroyo Delgado)

## XXIesiècle

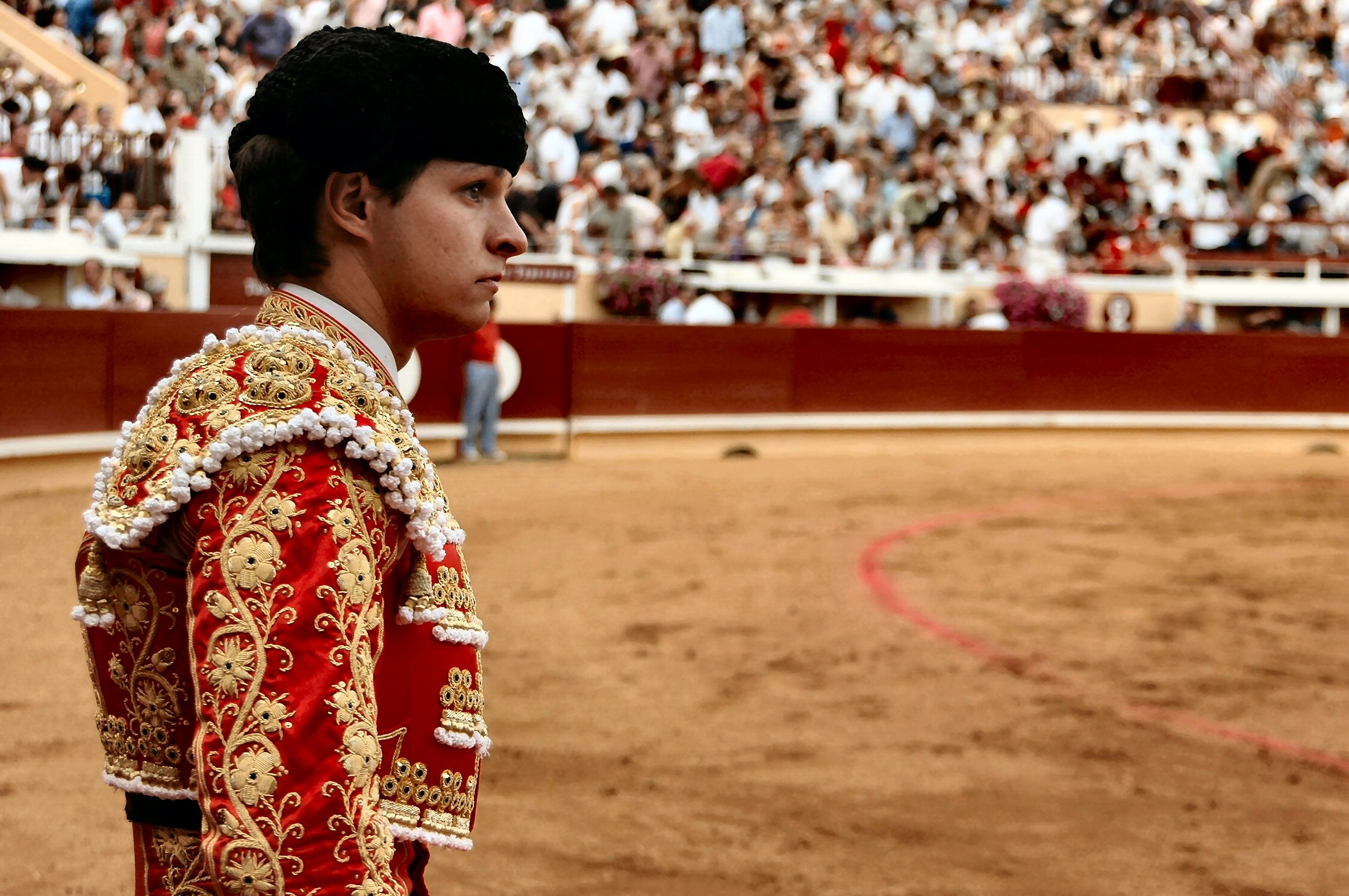
El Juli importante figura du début du siècle.

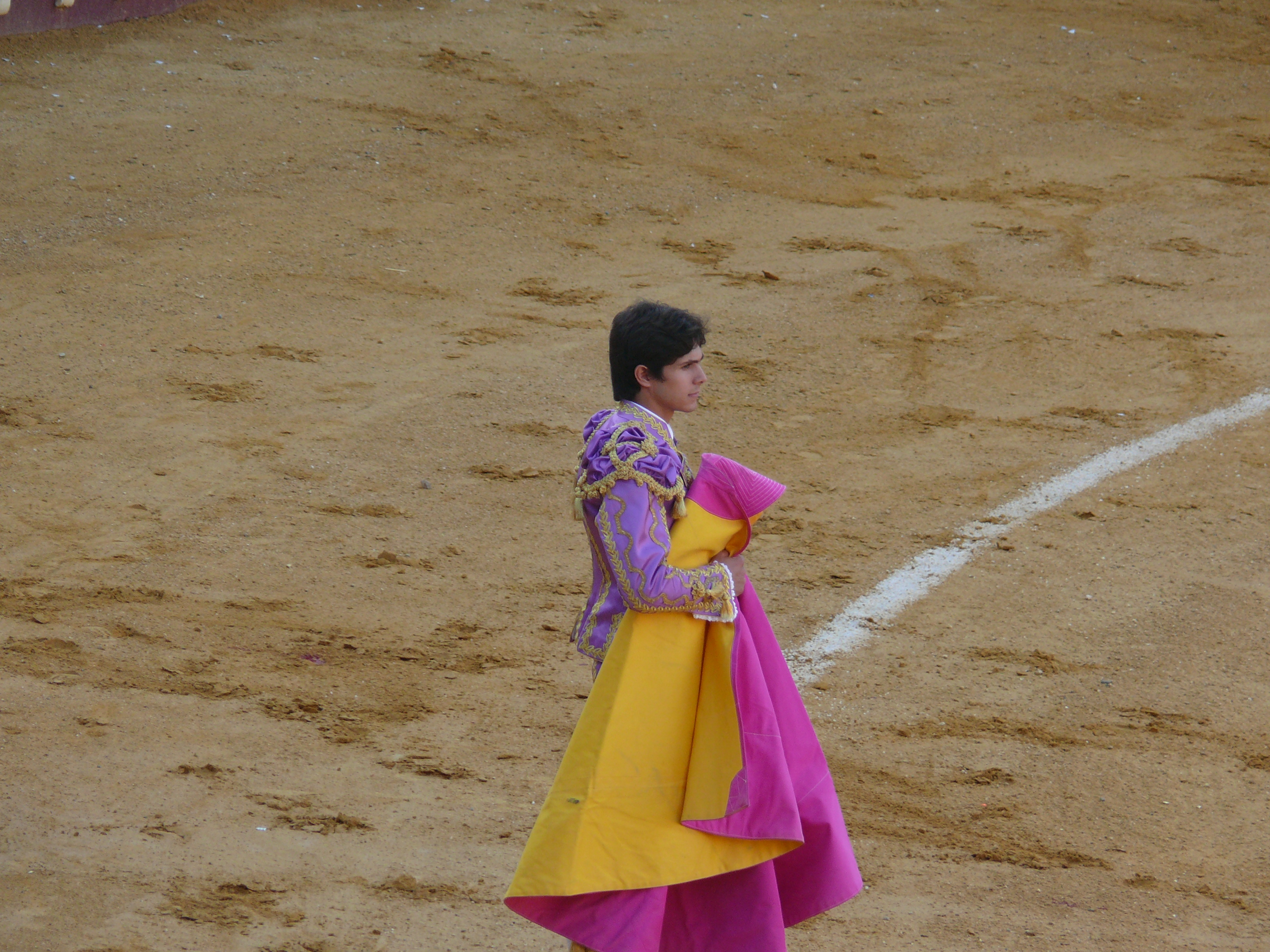
Sébastien Castella observe le taureau à sa sortie.

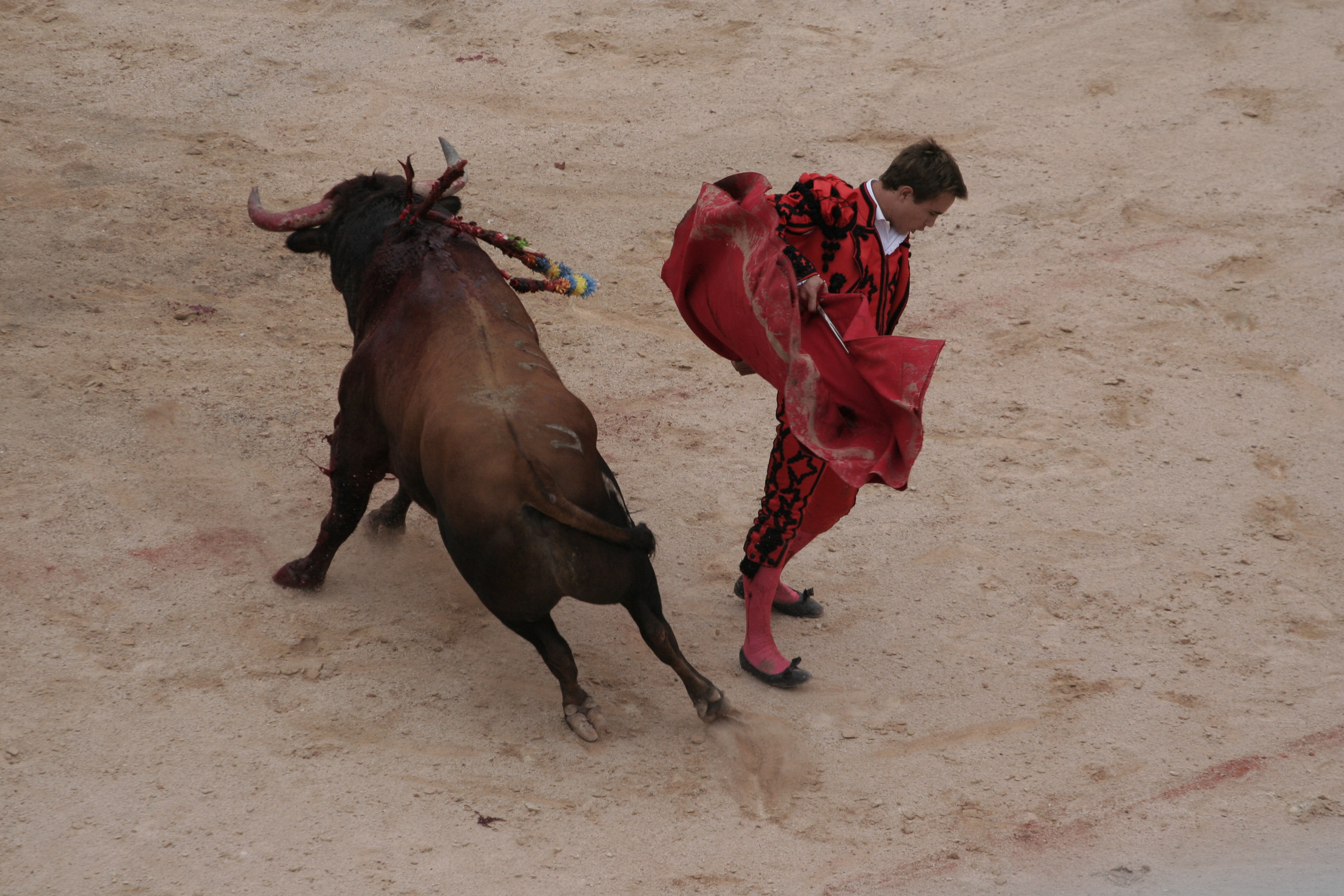
Juan Bautista, grand capeador.

Les ouvrages les plus récents ne font état d'aucun changement notable dans le déroulement de la lidia, le costume des matadors, ou l'ensemble des spectacles taurins en général.
En ce qui concerne le nombre de corridas, les statistiques de 2001 donnent pour l'Espagne : 846 corridas (corridas formelles + corridas mixtes), 670 novillades (piquées et non piquées), 360 corridas de rejón. Pour la France, dans le même ordre : 83, 30, et 16.
En 2004, on compte en Espagne 810 corridas formelles (exclusivement à pied), auxquelles s'ajoutent 187 corridas mixtes (rejoneo + toreo à pied), 555 novillades piquées, 360 rejoneos. La tauromachie espagnole proposant huit types de spectacles différents, le ministère de l'intérieur ne comptabilise que les spectacles dits "majeurs", c'est-à-dire professionnels, et non les festejos populares.
En France, en 2003 (on ne dispose pas des chiffres 2004), on comptait dans le même ordre 89 corridas, 45 novillades et 27 rejoneos, auxquels il faut ajouter 600 courses landaises et 900 courses camarguaises.
En 2003, le nombre d'arènes permanentes espagnoles était de 558, et de 400 arènes démontables, en France de 270 arènes.
Le seul changement notable dans le toreo des matadors du XXIe siècle est le retour des capeadors comme Julián López Escobar « El Juli » qui a d'abord toréé en Amérique latine où l'on privilégie beaucoup cette phase de la lidia. À sa suite, les Français Sébastien Castella et Juan Bautista, ont acquis le rang de figura, non seulement en France, mais également en Espagne. Castella a reçu le prix « Cossío » décerné par la Fédération taurine d'Espagne au « Meilleur matador de toros » de la temporada 2006.
Castella s'implique beaucoup dans la défense de la tauromachie comme on l'a observé au début de l'année 2011 en Équateur où il a donné un spectacle gratuit : « La Corrida de la liberté », pour défendre le maintien de la corrida.
De nombreux jeunes toreros sont apparus à la fin XXe siècle et au début du XXIe siècle sans qu'il soit encore possible de tirer des conclusions définitives sur l'ensemble de leur carrière : Matías Tejela, la mexicaine Hilda Tenorio et bien d'autres encore.
Le 28 mai 2024, avec 93 voix pour et deux voix contre, la chambre des représentants colombienne approuve le projet de loi visant à abolir la corrida dans l'ensemble du pays, après 7 années d'intenses débats et 13 autres tentatives. Promulguée le 22 juillet suivant par le président Gustavo Petro, la loi doit s'appliquer à partir de 2027 avec, pendant cette période transitoire, l'engagement de l’Etat à garantir des emplois alternatifs aux personnes qui dépendent directement ou indirectement de la tauromachie.

Voir section XXIe siècle :

## Polémiques et contradictions

### Contradictions politiques et historiques
Les animalistes taurins ont parfois usé d'arguments politiques. Ainsi comme la corrida a été soutenue par Francisco Franco (fiesta nacional), et comme plusieurs matadors (dont Marcial Lalanda) se sont rangés aux côtés des nationalistes pendant la guerre civile espagnole, les protecteurs du taureau ont utilisé ces deux points, que les historiens de la tauromachie n'éludent pas, pour classer ce spectacle dans la catégorie « fasciste ». L'argument est encore utilisé de nos jours par certains sites, malgré le maintien de la corrida sous les différents régimes suivants (gauche, droite, gauche).
Si la protection animale est un des motifs avancés pour l'interdiction de la corrida, Boria Sax rappelle que la notion de protection animale pose question vis-à-vis de l'être humain. Au temps de Francisco Franco, l'animalisme a servi de « couverture morale » à l'un de ses alliés, Adolf Hitler. Le 8 septembre 1938, Hitler faisait adopter une loi sur le transport des animaux par rail, avec des conditions de confort particulières détaillant l'espace correct réservé à chacun d'eux : cheval, cochon ou veaux, alors que dans le même temps, des wagons transportaient des êtres humains entassés vers les camps. Il ne fait cependant à aucun moment le rapprochement entre protection animale et fascisme.
Parmi les contradictions historiques de cette opposition, Jean-Baptiste Maudet souligne celle de l'ouvrage de Élisabeth Hardouin-Fugier et Maurice Agulhon, qui avance, d'une part « qu'entre 1860 et 1870 il existe un profond désintérêt de la population méridionale pour la corrida espagnole, voire une opposition », et qui affirme quelques lignes plus loin « que les maires de ces régions, élus localement à partir de 1884 sont pris en otage par leurs électeurs, ce qui pourrait expliquer un laxisme gouvernemental vis-à-vis des corridas ». Jean-Baptiste Maudet se demande comment une population qui se désintéresse des corridas peut faire pression sur ses élus. Et il ajoute « Quelles que soient les opinions personnelles des chercheurs qui s'intéressent à la corrida, (…) elles ne méritent pas d'entacher l'analyse critique d'un ouvrage scientifique, sauf à considérer que telle n'est pas exclusivement l'ambition de l'ouvrage ».
Plus généralement, le même auteur considère que se référer à des sondages pour interdire la corrida est une erreur :

« La manipulation démocratique de nombreux mouvements anti-taurins qui considèrent, à grand renfort de sondages, que toute pratique n'obtenant pas un assentiment majoritaire devra être interdite, nous semble être encore plus pernicieuse qu'une vision manichéenne et universalisante des relations homme-animal. (…) Rappelons, quelle que soit l'opinion de chacun sur les jeux taurins, que la démocratie ne se réduit pas au mode d'élection défini par le principe de l'opinion majoritaire, elle est aussi la garantie des libertés fondamentales d'activité et d'expression. »

Toujours selon le même auteur, le raccourci selon lequel les positions anti-taurines seraient au-dessus de tout soupçon relève d'une mystification. Il cite à ce propos l’anthropologue Sergio Dalla Bernardina qui doute de la sincérité des manifestations [en faveur des animaux] « pétries de bons sentiments, spectaculaires, mondaines et largement médiatiques », dont il pense qu'elle servent surtout aux manifestants à se mettre en scène de manière narcissique.

### Contradiction sur les origines

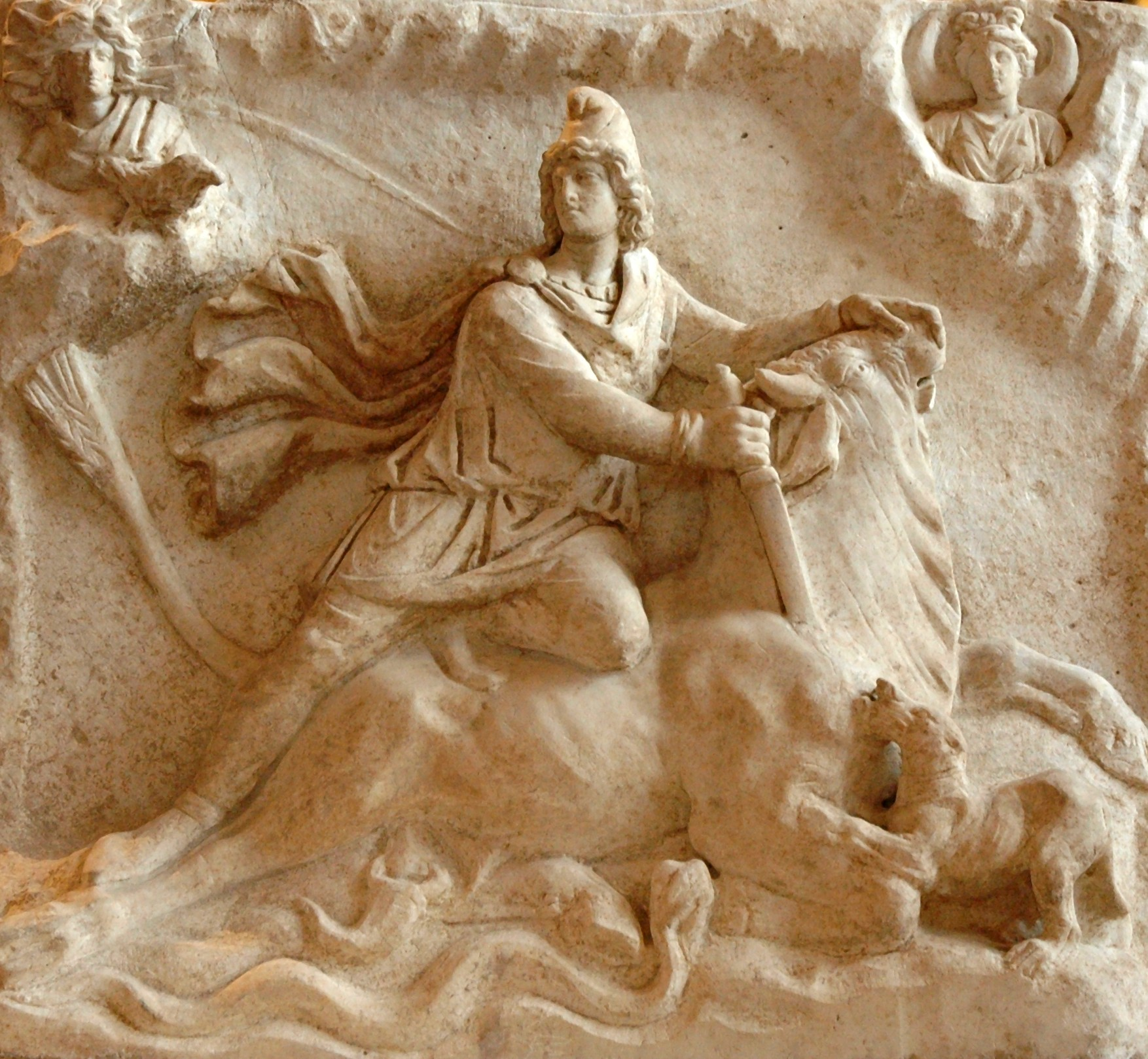
Mithra égorgeant le taureau sacré (Louvre) un cliché qui pèse sur l'origine de la corrida.

Une autre polémique artificiellement entretenue concerne la notion de cérémonie sacrificielle appliquée à la corrida. Cette théorie, soutenue par des intellectuels comme le Français Michel Leiris, ou l'Anglais Julian Pitt-Rivers (1919-2001), a longtemps fait figure d'école dominante pour l'analyse de rituels taurins. À leur suite, Henri Hubert, Marcel Mauss, et Pedro Romero de Solis, ont soutenu la théorie du sacrifice, ceci jusque dans les années 1940-1950.
Ensuite, dès 1950 et jusqu'à nos jours, historiens et sociologues contemporains ont rejeté à peu près unanimement cette analyse. Auguste Lafront signalait en 1950 qu'il s'agissait d'une mauvaise interprétation : « chercher les origines de la corrida hors d'Espagne est vain ». Jean Testas en 1953 (réédité en 1974) rappelait « qu'aucun texte ne permet d'affirmer que la lutte contre le taureau ait déjà pris, avant le Xe siècle, le caractère d'un jeu sanglant et mâle », Véronique Flanet et Pierre Veilletet en 1986 faisaient une mise au point très claire en écartant la thèse sacrificielle et le rapport entre corrida et jeux antiques. Des recherches plus récentes ont abouti au même résultat avec des auteurs comme Frédéric Saumade, ou Jean Baptiste Maudet.
Pourtant des auteurs anti-taurins semblent vouloir entretenir une polémique déjà éteinte en 1995 en affirmant : « Cependant la plupart des aficionados désirent enraciner la corrida dans le temps pour en faire une tradition (…). En affirmant une filiation entre la Crète, Mithra, la Provence et l'Espagne, ils entendent soutenir que la corrida fait partie de la culture profonde des peuples du midi. Quant à l'hypothèse de l'origine préhistorique, elle a pour but de transformer la corrida en caractéristique originelle de l'humanité ».
Robert Bérard ayant précisé en 2003 qu'il n'existe aucune hypothèse préhistorique sur la corrida, mais seulement des preuves de présence de l'auroch au magdalénien en Espagne, la polémique devrait cesser, à moins que de nouvelles données soient mises à jour dans les années qui viennent.